# Naruto Uzumaki
Pour les articles homonymes, voir Naruto (homonymie).
Naruto Uzumaki (うずまき ナルト, Uzumaki Naruto) est un personnage de fiction, principal protagoniste du manga Naruto inventé par Masashi Kishimoto. Dans l'univers de la série, Naruto est un jeune ninja du village de Konoha. Hôte du démon renard à neuf queues, une créature qui a attaqué le village par le passé, il est rejeté par les autres villageois. Son ambition est de devenir Hokage, le chef du village, afin de gagner le respect des habitants.
De caractère joyeux et déterminé, il parvient au fil de la série à se lier d'amitié avec plusieurs ninjas du village et tout particulièrement avec Sasuke Uchiwa, qu'il considère comme son frère et rival. Au fur et à mesure de sa progression dans la série, il parvient à se faire accepter par les habitants du village, jusqu’à devenir un héros pour eux après les avoir protégés. Il finit par réaliser son rêve en devenant le septième Hokage.
Naruto est présent dans l'ensemble des produits dérivés de la série comme les films et les OAV et fait l'objet d'un merchandising important. Il apparaît dans tous les génériques d'ouverture et dans presque ceux de la fin de tout l'anime.
Il reçut de bonnes critiques de la part des sites spécialisés dans l'anime, le manga ou encore le jeu vidéo, bien qu'il soit le plus souvent comparable à d'autres héros du genre. Naruto reçut également un bon accueil du public qui le place parmi les personnages les plus populaires de la série dans les sondages.

## Création et conception

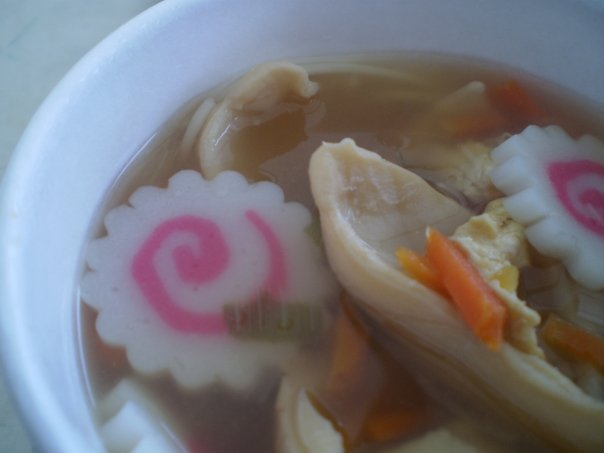
Un plat de rāmen, plat préféré de Naruto, avec des narutomaki.

Lors de sa création, Masashi Kishimoto souhaitait faire du personnage de Naruto un héros idéal. De ce fait, il a fait de Naruto un personnage franc, espiègle et qui partage de nombreux traits de caractère avec Son Goku de Dragon Ball. Il souhaitait également faire de Naruto un personnage plutôt simple - voire stupide - parce qu'il n'aime pas les personnages trop malins. Hormis l'influence de Son Gokū (Sangoku), Naruto n'a pas été fait d'après un modèle particulier. L'auteur voulait faire un contraste entre la personnalité enfantine de Naruto et son côté plus sombre dû à la dureté de son passé. Malgré cela, Naruto est toujours optimiste quelles que soient les situations, ce qui le rend, aux yeux de Kishimoto, unique.
Dans la version japonaise de Naruto, Naruto finit souvent ses phrases par « -ttebayo » (ってばよ) ou « dattebayo », ce qui lui confère un style tout à fait particulier. Dans les mangas ou les animes, les personnages ont généralement leurs propres particularités dans leur façon de parler, pour leur donner un ton féminin, dur ou mignon ou bien pour mettre en avant une appartenance culturelle et familiale. Par ce tic de langage, Kishimoto voulait renforcer le côté enfantin de Naruto.
La garde-robe de Naruto est inspirée des vêtements que portait Kishimoto lorsqu'il était jeune. Il voulait lui donner des vêtements classiques, mais suffisamment originaux pour le démarquer sans choquer. Grâce à son nom, Uzumaki qui signifie tourbillon, Naruto porte souvent des motifs en spirale sur ses vêtements. Les premières esquisses de Naruto le montraient portant des bottes, mais Kishimoto les a remplacées par des sandales parce qu'il aimait bien dessiner les orteils. Les lunettes que portait Naruto au début du manga ont été également remplacées par un bandeau frontal, car les lunettes prenaient trop de temps à dessiner.
Dans le manga, l'on apprend lors d'un flash-back explorant les souvenirs de Jiraya que son prénom (« Naruto ») lui vient d'un ingrédient des rāmen que mangeait Jiraya lorsqu'il écrivait l'histoire qui a inspiré le père de Naruto pour le prénom : le Narutomaki (鳴門巻, Narutomaki), qui est une décoration à base de pâté de poisson et cuit à la vapeur, et qui a une forme de spirale,.

## Profil

### Histoire

#### Enfance

Shiki Fūin, le sceau utilisé pour sceller Kyûbi et qui apparait sur le ventre de Naruto lorsqu’il malaxe du chakra.

Naruto est le fils du quatrième Hokage Minato Namikaze et de Kushina Uzumaki. Le jour de sa naissance, le village de Konoha est attaqué par Kyûbi, le démon-renard à neuf queues. L'attaque, présentée comme une catastrophe naturelle au départ, se révèle être d'origine humaine. Elle est initiée par Tobi, personnage masqué qui fait son apparition plus tard dans la série. Il s'agit en réalité d'Obito Uchiwa, ancien élève présumé mort de Minato Namikaze. Lors d'un accouchement, le sceau contenant le démon au sein de l'hôte s'affaiblie considérablement. Obito a profité de ce moment de faiblesse pour prendre Kushina, jinchūriki du démon, en otage à la suite de la naissance de Naruto, et libérer Kyûbi. Kyûbi, alors sous le contrôle du Sharingan d'Obito, se déchaine sur Konoha. Minato décide de sceller le démon pour l'arrêter. Afin de d'empêcher les griffes du démon d'atteindre leur nouveau-né dans une attaque, Minato et Kushina s'interpose entre celles-ci et Naruto avec leur corps. Une des griffes les atteint tous deux fatalement. Utilisant ses dernières ressources, le chakra de Kyûbi étant trop important pour un bébé, Minato décide de ne sceller qu'une moitié du démon dans le corps de Naruto, lui donnant déjà accès à un immense pouvoir. Il scelle l'autre moitié dans son propre corps avec la technique du sceau du Dieu de la mort (Shiki Fûjin), sacrifiant sa vie. Peu avant de mourir, Minato émet le souhait que son fils soit davantage perçu comme un héros pour le village que comme un jinchūriki . Cependant, Hiruzen Sarutobi, qui reprendra ses fonctions à la suite de cet évènement, décide de tenir secrète la filiation entre Naruto et le quatrième Hokage. Ainsi, et les villageois ne voient en Naruto que le monstre qui a causé tant de souffrances au village. Le jeune Naruto ne sait pas lui-même pourquoi les habitants du village le traitent avec répulsion et l’ignorent, c’est pourquoi il vit dans la solitude et l’incompréhension, ce qui entraîne chez lui une grande souffrance.

#### Formation à Konoha
Au début du manga, Naruto est surtout connu dans le village pour être le porteur de Kyûbi, mais aussi pour être le petit rigolo du village et pour ses très mauvais résultats à l'académie ninja. Ces résultats l'ont poussé à être influencé par Tôji Mizuki, pour voler le "rouleau des techniques interdites". Tôji voulait s'emparer du rouleau renfermant ces puissantes techniques interdites. Sous l'influence des paroles de Tôji, Naruto croit alors qu'en maîtrisant les techniques interdites, il pourra enfin être diplômé de l'académie ninja. Il apprend la première technique interdite : le "Multi clonage", qui deviendra sa technique phare. Après que Tôji tente de convaincre Naruto que tout le monde le déteste à Konoha, contrairement à ses attentes, Iruka Umino déclare qu'il a toujours cru en Naruto, ce qui le sauve enfin de sa solitude. C'est alors que Naruto utilise le Multi-clonage pour sauver Iruka Umino, déjà blessé, de Tôji. A la suite de cet évènement Naruto est promu Genin.
Il intègre l'équipe 7, avec Sakura Haruno, dont il est amoureux en secret, et Sasuke Uchiwa, qu'il considère comme son rival.
Leur nouvel instructeur, Kakashi, fait chaque année passer à ses élèves un test pour vérifier qu'ils sont dignes de devenir des shinobis. Le test consiste à récupérer deux clochettes détenues par Kakashi. Celui-ci annonce à ses élèves, qui sont au nombre de 3, que celui qui n'aura pas de clochette à la fin du temps imparti devra retourner à l'académie. Il s'agit en réalité d'une épreuve pour leur démontrer que seul aucun d'eux ne pourrait mettre en difficulté un shinobi expérimenté, mais qu'à plusieurs ils pourraient espérer récupérer les clochettes. Ayant échoué à lui dérober les clochettes, Naruto et son équipe se font sermonner par ce dernier, leur faisant prendre conscience que le plus important était l'esprit d'équipe. Bien que Kakashi interdit à Sasuke et Sakura de nourrir Naruto, ils enfreignent les règles, rappelant à leur maître ses propres mots. Kakashi promeut ses élèves au rang de Genin.
L'équipe 7 reçoit la mission de protéger Tazuna, un charpentier vivant au pays des Vagues. Tazuna dirige une équipe pour construire un pont, visant à relancer le commerce de la région, qui s'est appauvrie depuis l'arrivée du multimillionnaire Gâto. L'appauvrissement du pays faisait partie du plan de Gâto pour pouvoir prendre le contrôle de la région, et la construction du pont se révèle être une menace. Ils se font attaquer par les frères démons de Kiri, qui se voient maîtrisés rapidement par Kakashi. L'équipe 7 et Tazuna se retrouvent ensuite confrontés à Zabuza Momochi, un ninja déserteur surnommé «Le démon» engagé par Gâto pour éliminer le charpentier. Kakashi le met hors d'état de nuire, mais Zabuza sera sauvé par Haku, son complice. La bataille reprend de plus belle sur le pont et Kakashi élimine Haku, puis Zabuza a été trahi par son employeur. Raisonné par Naruto et voulant venger Haku, il se débarrasse des mercenaires et tue Gâto. Mais il meurt à son tour, aux côtés de Haku et sont tous deux enterrés près du pont de Naruto. Plusieurs évènements sont à noter en ce qui concerne l'évolution de Naruto au cours de cet arc. Naruto se prend en main et décide de ne plus jamais fuir face à la difficulté ; Kakashi commence à enseigner la maîtrise du Chakra à ses élèves en les faisant monter aux arbres (sans utiliser leurs mains) ; pour la première fois Naruto utilise, bien que ce soit inconscient, le Chakra de Kyûbi lors de son affrontement face à Haku. Autre évènement notable : Sasuke débloque également son Sharingan dans son combat face à Haku.
A la suite de cela, leur chef d'équipe, Kakashi Hatake, les inscrit alors à l'examen chūnin. La première épreuve consiste à tester la capacité des candidats à récupérer des informations sensibles sans se faire prendre. Naruto, ignorant l'objectif caché, s'illustre en passant une épreuve écrite en rendant copie blanche. La deuxième épreuve est une épreuve de survie dans la « forêt de la mort » avec son équipe. La moitié des équipes possède un parchemin "Ciel" et l'autre moitié un parchemin "Terre". Pour valider l'épreuve, une équipe au complet doit atteindre la Tour au centre de la forêt, avec un parchemin de chaque type en moins de 5 jours. Les équipes doivent donc s'affronter pour récupérer le parchemin manquant. C'est lors de cette épreuve que l'équipe 7 est menacée par Orochimaru. Orochimaru, ayant toujours souffert d'un complexe d'infériorité face aux détenteurs de Sharingan, souhaite faire du jeune Uchiwa son esclave et appose son Sceau Maudit à Sasuke. Orochimaru profite de cet affrontement avec Naruto pour bloquer complètement le Chakra de Kyûbi, en apposant un sceau supplémentaire au sceau de Minato . Lors des préliminaires à la troisième épreuve, Naruto réussit à vaincre Kiba Inuzuka et à montrer ses progrès à ses adversaires. Kakashi scelle la marque maudite et fait face à Orochimaru.
Durant le mois précédant la dernière épreuve, Kakashi décide d'entrainer Sasuke, et assigne Ebisu à Naruto. Durant cet entraînement, Naruto fait la rencontre de Jiraya. Ce dernier, surpris à « mater » les filles aux sources chaudes, assomme Ebisu, et Naruto exige alors d'être supervisé par Jiraya. L'ermite finit par céder et, après avoir libéré Naruto du « Sceau des cinq éléments » d'Orochimaru, tente de lui apprendre à contrôler le chakra de Kyûbi. Il va lui enseigner la technique d'invocation qui demande une grande quantité de chakra (après lui avoir fait signer le pacte des crapauds). Le résultat n'est pas probant : Naruto n'invoque que des tétards. A ce moment, Naruto n'ayant jamais consciemment invoqué le pouvoir de Kyûbi, le pouvoir étant immense, son psyché oppose une barrière l'empêchant d'y accéder. A court de temps, Jiraya lui fait épuiser tout son chakra naturel, et Naruto jette du haut d'une falaise pour le forcer à utiliser le chakra du démon. Pour la première fois, Naruto converse avec Kyûbi, et prend pleinement conscience de sa présence en son sein. L'invocation est concluante : entrée de Gamabunta, le « boss » des crapauds.
Lors de la phase finale de l'examen chūnin, Naruto affronte Neji Hyûga qu'il finit par vaincre grâce au chakra de Kyûbi. Durant le combat entre Sasuke et Gaara, le village est attaqué par des ninjas de Suna et d'Oto, sous les ordres d'Orochimaru. Naruto, Sakura, Shikamaru et Pakkun (chien ninja invoqué par Kakashi), se retrouvent en mission à la poursuite de Sasuke qui a lui-même poursuivi Gaara. Lorsqu'ils le rattrapent, ils tombent sur un Sasuke paralysé par la marque maudite après avoir consommé trop de chakra. En s'interposant, Sakura se retrouve prisonnière du sable de Gaara, qui affronte Naruto. Galvaniser par la volonté de protéger Sakura et Sasuke, Naruto réussi à puiser à nouveau dans le chakra de Kyûbi, et parvient finalement à invoquer Gamabunta. Naruto vient à bout de Gaara, transformé en Shukaku, en s'étant lui-même métamorphosé (avec Gamabunta) en Kyûbi. Pendant ce temps, Hiruzen vit ses derniers instants face à Orochimaru et ses invocations des cadavres des 2 premiers Hokage - Hashirama et Tobirama Senju.
Profitant de la désorganisation causée par l'attaque d'Orochimaru, deux membres d’Akatsuki infiltrent le village de Konoha pour capturer Naruto, jinchuriki détenteur du démon à neuf queues : Itachi Uchiwa et Kisame Hoshigaki. Mis en fuite à la suite d'une confrontation avec plusieurs jōnin du village dont Kakashi, ils partent à la recherche de Naruto, qui était parti avec Jiraya en quête de Tsunade. Itachi et Kisame tentent de séparer Jiraya de Naruto, ne souhaitant pas faire face à l'un des Sannin. Ils tentent de  détourner l'attention de Jiraya en exploitant une de ses faiblesses : les femmes. Ils échouent ; Jiraya arrive à temps pour les capturer, mais les deux compères réussissent à prendre la fuite grâce à l'Amaterasu (flamme noire éternelle), dōjutsu du Mangekyō Sharingan d'Itachi. Sasuke, qui entre-temps avait tenté de s'interposer entre Naruto et son frère, poussé par ses désirs de vengeance, est gravement blessé par la technique des « Arcanes lunaires » d'Itachi.
Durant la poursuite du voyage pour retrouver Tsunade, Jiraya enseigne à Naruto la technique de l'« Orbe tourbillonnant » ou Rasengan. Ils finissent par tomber sur Tsunade dans un Izakaya, et celle-ci fait le pari que Naruto ne parviendra pas à maîtriser la dernière étape de la technique en une semaine. Naruto gagne ce pari en réussissant à faire un « Orbe tourbillonnant » face à Kabuto Yakushi, le bras droit d'Orochimaru. En effet, Orochimaru cherchait lui aussi Tsunade, médecin ninja de renom, pour soigner ses bras scellés par Hiruzen avec la technique de sceau du Dieu de la Mort.
De retour à Konoha avec Tsunade et Jiraya, Naruto rend visite à Sasuke à l'hôpital avec Sakura ; Sasuke, jaloux du succès de Naruto face à Gaara, provoque un affrontement sur le toit de l'hôpital. Au moment où Sasuke s'apprêtait à opposer sa technique des « Mille oiseaux » à l'« Orbe tourbillonnant », Kakashi intervient et réprimande sévèrement les deux jeunes ninjas pour leur comportement dangereux.
Son face à face avec Itachi l'ayant confronté à son impuissance face aux capacités extraordinaires de son frère, le désir de vengeance et la soif de pouvoir de Sasuke se voient décuplés. Se sentant faible et sans espoir de progression à Konoha, Sasuke succombe à la tentation d'Orochimaru, et déserte le village pour le rejoindre. Sakura, témoin du départ de Sasuke, fait promettre à Naruto de ramener Sasuke au village à tout prix. Tsunade rassemble une équipe de choc sous la direction de Shikamaru pour mener cette mission : Naruto, Neji, Choji, Kiba (+ Rock Lee et les ninjas de Suna). Le groupe fait face à de nombreux obstacles. Naruto fini par rattraper Sasuke et mène un combat acharné pour le convaincre d'abandonner cette quête sans espoir. Cependant, à la suite de cette nouvelle confrontation dans la Vallée de la Fin, Naruto perd le combat. Il est retrouvé inconscient par Kakashi à la frontière du Pays du Feu. Malgré cet échec, Naruto porte encore le poids de cette promesse faite à Sakura.

#### Formation avec Jiraya
Naruto part à nouveau avec Jiraya pour un entraînement difficile de deux ans et demi. Cet entraînement a lieu entre la première et la seconde partie, et à part quelques flashbacks de discussions entre Jiraya et Naruto vus dans la seconde partie, dont un où Jiraya tente d'apprendre à Naruto comment se libérer d'une illusion (genjutsu), on n'en sait pas grand chose.
Durant cette période, Naruto a pris en taille et en poids et a changé les vêtements qu'il portait durant toute la première partie.
À son retour, il montre tout de même de nouvelles capacités, comme la technique de l'« Orbe tourbillonnant géant », ou une meilleure stratégie dans l'utilisation des clones (face à Kakuzu notamment). Jiraya explique cependant à Kakashi qu'il ne maîtrise pas Kyûbi et qu'il devient dangereux à partir de quatre queues, Naruto n’ayant plus conscience de ses actes et se laissant dominer par le démon ; Jiraya lui-même a failli y laisser la vie…

#### Apprentissage dufūton
Après sa sortie d'hôpital, Kakashi décide de prendre l'entraînement de Naruto en main. Il lui explique que cet entraînement doit lui permettre de créer une technique de ninjutsu dévastatrice qui surpassera l'« Orbe tourbillonnant ». Pour y arriver, Naruto apprend à changer la forme et la nature de son chakra. L'utilisation d'un papier spécial permet à Kakashi de révéler l'affinité élémentaire de Naruto pour le vent (fūton).
Kakashi explique aussi à Naruto qu'il peut accélérer le processus d'apprentissage en cumulant l'expérience accumulée grâce au « Multi clonage supra ». C'est donc avec de nombreux clones et l'aide supplémentaire de Yamato pour contenir le chakra de Kyûbi que Naruto s'entraîne à incorporer du chakra de vent à son « Orbe tourbillonnant ».

Il finit par créer sa nouvelle technique, l'« Orbe shuriken », qu'il utilise la première fois face à Kakuzu de l'Akatsuki.

#### Apprentissage du mode ermite
Après avoir appris la mort de Jiraya face à Pain, Naruto tente de décoder le message que son maître lui a transmis, inscrit à même le dos de l'ermite Fukasaku, avec l'aide de Shikamaru, Shiho et Kakashi. Ils réussissent finalement à décoder le message qui est : « Le vrai n'est pas l'un d'eux ». Naruto décide alors de s'occuper de Pain, mais Fukasaku juge cela impossible en l'état et lui propose de venir avec lui au mont Myôboku pour lui apprendre le Senjutsu (art de combat des ermites).
À la fin de son apprentissage, lorsque Naruto revient, il constate la présence de Pain qui a détruit le village de Konoha en le recherchant. Après un long combat où il épuise ses ressources en mode ermite, où il utilise plusieurs « Orbe shuriken » et manque d’ouvrir le sceau de Kyûbi (il devra son salut à l’activation du chakra résiduel de son père en lui), il finit par vaincre Tendô, le dernier corps de Pain et part à la recherche de Nagato qu'il arrive à raisonner grâce au premier livre de Jiraya. Au prix de sa propre vie, Nagato ressuscite alors tous les morts de Konoha ayant péri durant son attaque et Naruto devient le héros du village.

#### Le Conseil des 5kage
Alors que le Raikage, poussé à bout par la disparition de son frère Killer Bee attaqué par Sasuke, décide de réunir le « Conseil des cinq kage » pour s'occuper d'Akatsuki et obtenir l'autorisation de tuer Sasuke, Naruto pense encore que ce dernier peut être sauvé et va jusqu'à rencontrer le Raikage en personne pour lui demander sa grâce, qui est refusée.
Tobi survient et révèle alors à Naruto, Kakashi et Yamato la véritable histoire d'Itachi (selon lui) et les motifs qui animent Sasuke, irrémédiablement dévoré par la haine du fait de la malédiction du clan Uchiwa.
Sakura vient ensuite lui parler pour le délier de sa promesse de ramener Sasuke et lui déclare ses sentiments, mais Naruto n'en croit rien et la repousse. Saï, qui accompagnait Sakura, décide de dire la vérité à Naruto sur le véritable but de son amie : elle veut tuer Sasuke elle-même. Apprenant de la bouche de Gaara les derniers méfaits de Sasuke, Naruto panique et fait une crise d’hyperventilation.
À son réveil, Naruto dupe Yamato avec un clone et se lance à la recherche du groupe de Sakura. Il arrive sur les lieux du combat, où Sasuke affronte Kakashi et Sakura et s'apprête à tuer cette dernière. Naruto tente de raisonner Sasuke qui ne lui laisse que deux choix : le tuer et devenir un héros, ou se faire tuer et devenir un perdant. Aucune de ces deux options ne convient à Naruto qui oppose une nouvelle fois l'« Orbe tourbillonnant » aux « Mille oiseaux ». Il comprend dès lors qu'il est celui qui doit tuer Sasuke, quitte à mourir avec lui, s'il veut sauver Konoha. Ce dernier accepte de le prendre pour cible principale.
Après le départ de Sasuke, Naruto s'évanouit soudainement à cause d'une blessure faite par le kunai empoisonné de Sakura récupéré par Sasuke. Après avoir récupéré un peu de ses forces, Naruto, accompagné de Sakura, Kakashi et Karin, attend le réveil de Kiba, Lee et Saï puis rentre avec eux à Konoha. Il dévoile alors à ses amis sa décision de combattre Sasuke seul.

#### Maîtrise de Kyûbi
Convoqué au Mont Myôboku par Oogama Sennin qui a une prophétie à lui annoncer, Naruto apprend qu'il va rencontrer quelqu'un possédant des tentacules, puis combattre un jeune homme aux yeux très puissants. Il reçoit également la clé de son Sceau des quatre symboles qui retient Kyûbi, portée par Gerotora.
Conformément à la décision des cinq kage qui veulent cacher les hôtes des bijū, cibles d’Akatsuki, Naruto part ensuite avec Yamato ainsi qu'avec d'autres shinobis, sur une île du Pays de la Foudre où il rencontre Killer Bee. Arrivé sur l'île, Naruto demande alors à ce dernier de lui apprendre à contrôler Kyûbi, mais reçoit un accueil plutôt mitigé. Il présente alors sa requête au responsable de l'île qui l'amène aux « chutes de la vérité », où il doit apprendre à vaincre son double subconscient sombre représentant la haine en lui. Il comprend finalement que la manière de le vaincre est d'avoir une confiance absolue en lui-même et d'avoir foi dans la confiance des autres à son égard ; Killer Bee décide alors d'assurer personnellement son apprentissage.
Après avoir ouvert son sceau avec la clé, Naruto combat Kyûbi aidé au début par Killer Bee. Après l'avoir mis à terre grâce à l’« Orbe shuriken », il tente de drainer son chakra mais se fait submerger par la noirceur de la volonté du démon. C'est alors que sa mère, Kushina, apparaît et lui raconte comment elle et son père Minato se sont rencontrés. Elle l'aide alors en retenant Kyûbi grâce à son chakra particulier et lui permet de prendre l'ascendant sur le démon et de lui arracher son chakra en rejetant sa volonté au loin pour le sceller dans un endroit à part en lui avec le sceau du Sage des six chemins,,,.
Sa mère lui raconte ensuite ce qui s'est passé le jour de sa naissance et les circonstances qui ont obligé Minato à sceller en lui Kyûbi pour contrer Tobi. Elle lui apprend alors qu'ils ont tenté de lui transmettre tout leur amour avant de se sacrifier pour le village en laissant tous leurs espoirs en lui,,,,.
Naruto se réveille alors de sa méditation et démontre ses nouvelles capacités dans l’utilisation du chakra de Kyûbi à Yamato et Killer Bee. Il ressent alors la présence de Kisame caché à l'intérieur de la Samehada ; alors que ce dernier s’enfuit, Naruto se précipite sur lui dans un éclair jaune et lui porte un coup violent ; mais ne maîtrisant pas sa force, il se foule la cheville contre un mur.
À la suite de la disparition de Kisame, alors que l’île, une tortue géante, est attaquée et retournée par Kabuto Yakushi et son invocation Deidara, Yamato et Aoba parviennent à maintenir Naruto à l’intérieur de la tortue et à le persuader que ces « tremblements de terre » ne doivent pas l’empêcher de se concentrer sur sa « mission de rang S » : faire un rapport sur la faune de l’île.
Sa « mission » terminée, Naruto déclare qu'il doit retourner à Konoha pour attendre la venue de Sasuke. Pour le retenir, Killer Bee lui propose un entraînement visant à contrôler le chakra de Kyûbi.

#### Quatrième grande guerre ninja
Alors qu'il s'entraîne, Naruto ressent la transformation de Kinkaku en Kyûbi. Il ment à Killer Bee afin de pouvoir s’échapper de l'île et se défait de l’équipe chargée de le retenir, menée par Iruka. Passant en mode ermite, il ressent ce qui se passe à l’extérieur ; Iruka lui explique les tenants de la guerre et lui remet secrètement une lettre dans son bandeau protecteur avant qu’il ne s’enfuie pour rejoindre le champ de bataille.
Avec l'aide de Killer Bee, Naruto détruit la barrière censée les retenir ; ils sont arrêtés par Tsunade et A. Alors que le Raikage affronte Naruto et pense devoir le tuer pour retarder Tobi ; Killer Bee le protège et Tsunade finit par prendre leur défense. Finalement, grâce à l’intercession de Killer Bee, A comprend que Naruto est le légataire de la force et des espoirs de ses parents, et pourrait bien être l’« élu », sauveur du monde ninja, seul ninja à pouvoir contrer les plans de Madara Uchiwa ; il accepte de le laisser passer, après l’avoir testé par un coup de poing à pleine puissance que seul Minato avait pu éviter auparavant et que Naruto esquive dans un déplacement semblable à un « éclair jaune ».
Naruto et Killer Bee se retrouvent ensuite face à Nagato et Itachi. Le corbeau laissé à Naruto par ce dernier sort et dévoile son secret : destiné à l’origine à contrer Sasuke si ce dernier choisissait de détruire le village, l’œil de Shisui Uchiwa devait l’obliger à protéger Konoha, et donc à combattre du côté de Naruto. Grâce à Itachi, ils vainquent Nagato, scellé par l’épée de Totsuka ; Naruto et Bee rejoignent ensuite les troupes de Gaara sur le champ de bataille pour combattre les anciens kage invoqués. Naruto aide l’équipe des combattants à longue distance à combattre le 3e Raikage et le vainc. Avec l’aide de ses clones, Naruto sauve ses compagnons en difficulté, les uns après les autres.
Parti ensuite combattre Tobi qui est accompagné des six anciens jinchuriki invoqués par Kabuto, Naruto et Killer Bee se retrouvent en difficulté lorsque ces derniers revêtent le manteau de leurs démons. Malgré l’aide apportée par Kakashi et Gaï, arrivés pour leur prêter main-forte, Killer Bee est blessé par Yonbi qui avale Naruto. Mis en contact avec le démon à quatre queues dans un espace particulier, Naruto engage la conversation et découvre que son vrai nom est Son Gokû, et que celui de Kyûbi est Kurama. Naruto affirme à Yonbi qu'il est prêt à devenir ami avec les démons à queues et parvient à le libérer du contrôle de Tobi, mais ce dernier le scelle à nouveau dans la statue du Démon des Enfers, et fait prendre aux autres jinchuriki l’apparence complète de leur démons. Alors que Naruto est sur le point de s’écrouler d’épuisement, Kyûbi décide d'intervenir et propose son aide à Naruto en lui prêtant son pouvoir. En mettant leurs poings en contact, ils échangent leurs chakras, et Naruto peut prendre la forme complète de Kyûbi, ce qui lui permet de libérer tous les démons du contrôle de Tobi, qui doit les renvoyer dans la statue.
Toujours aidé de Kakashi et de Gaï, Naruto parvient après un long combat à briser le masque de Tobi, dévoilant son identité. Obito est ensuite rejoint par Madara qui a réussi à maintenir la « Réincarnation des âmes » et s'est débarrassé des cinq kage. Tous deux finissent par faire renaître Jûbi et le combat reprend jusqu'à l'arrivée de l'Alliance ninja au complet. Durant le combat, Jûbi gagne en puissance, réduisant à néant toutes les tentatives de l'alliance de l'entraver, jusqu'à ce que Naruto parvienne à leur ôter le contrôle du monstre. Après l’arrivée de Sasuke avec Orochimaru et les anciens Hokage réincarnés, les combats reprennent ; ils tentent de détruire Jûbi, jusqu’à ce qu’Obito en devienne le jinchuriki ; Naruto et Sasuke affrontent celui-ci ensemble, aidés par les Hokage. Après un combat difficile, ils retirent les démons à queues du corps d'Obito, et Madara profite de la faiblesse de ce dernier, qui a entamé un processus de rédemption, pour que Zetsu en prenne le contrôle et utilise la technique de résurrection du Rinnegan à son profit. Il aspire ensuite les neuf démons à queues, extirpant Kyûbi de Naruto.
Sakura maintient Naruto en vie en lui faisant du bouche-à-bouche, puis en activant manuellement son cœur via une incision, jusqu'à ce qu'Obito intervienne pour sceller la partie Yin du chakra de Kyûbi volée à Minato par Zetsu dans son corps. Naruto fait alors la rencontre du Sage des six chemins qui lui raconte son histoire, avant de lui annoncer qu'il est la dernière réincarnation de son fils Ashura et lui confier une partie de ses pouvoirs (Naruto devenant l'hôte de tous les démons à queues) afin d'arrêter Madara.
Naruto et Sasuke sont ensuite aidés par Sakura, Kakashi et Obito repenti dans leur lutte face à Kaguya Ôtsutsuki. Cette dernière vaincue, Sasuke emprisonne les démons à queues, décide de tuer les kage et Naruto pour instaurer la paix en prenant le contrôle du monde ninja. Sakura tente de le raisonner en lui réitérant sa déclaration, mais Sasuke la plonge dans un genjutsu en affirmant ne pas s'intéresser à elle, et ne pas comprendre l'attrait qu'il suscite. Naruto et Sasuke s'affrontent alors dans la Vallée de la Fin et le combat se termine par un match nul, chacun ayant perdu un bras. Sasuke reconnait cependant sa défaite, et Sakura les soigne en leur évitant de mourir d'hémorragie : Sasuke s'excuse envers elle pour son comportement. Naruto a finalement tenu la promesse faite à Sakura plusieurs années auparavant, et Sasuke est réintégré au village. Cependant, il est enfermé en prison avec un sceau apposé sur lui et n'assiste pas aux funérailles de Neji. Pendant ce temps, Naruto se rend à l'académie, en compagnie de Konohamaru, Shikamaru, Iruka et Kakashi décide de promouvoir son élève au rang de Jōnin, à condition que celui-ci se lance dans les études afin de réaliser son rêve. Acquitté pour services rendus par Kakashi devenu le 6e Hokage, Sasuke décide de partir en voyage de rédemption de longue durée et Naruto lui remet son bandeau rayé.
Plus tard, Tsunade lui fabrique une prothèse pour remplacer son bras droit à partir des cellules du 1er Hokage.

#### Naruto the Last, le film
Deux ans après la fin de la 4e grande guerre ninja, dans le film The Last, Naruto a 19 ans ; il est devenu très populaire, et Konoha reçoit de nombreux visiteurs venus le voir, dont beaucoup de jeunes femmes espérant recevoir ses faveurs.
Il est confronté à Toneri Ôtsutsuki, un descendant aveugle de Hamura, le frère du Sage des six chemins, qui arrive de la Lune pour enlever Hanabi et Hinata, qu’il souhaite épouser, avant de détruire le monde ninja en projetant la Lune dessus. Aidé de Sakura, Saï et Shikamaru, Naruto doit venir en aide aux sœurs Hyûga et sauver le monde tandis que ses sentiments pour Hinata commencent à évoluer. Un soir, alors qu'Hinata tricotait son écharpe, il lui avoue ses sentiments, mais Hinata part avec Tôneri, faisant semblant d'accepter sa proposition (Tôneri avait demandé à Hinata de l'épouser) dans l'unique but de retrouver sa sœur et la sauver. À la suite de la disparition d'Hinata, Naruto perd confiance en lui. Requinqué par Sakura, cette dernière va l'aider à reprendre confiance. À la fin du film, Naruto se déclare à Hinata en lui disant qu’il souhaite rester avec elle pour toujours, et ils échangent un baiser. Deux bonds dans le temps montrent ensuite leur mariage, puis une scène de leur vie de famille avec leurs deux enfants, Boruto et Himawari.

#### Naruto Gaiden: le 7e Hokage et la lune écarlate

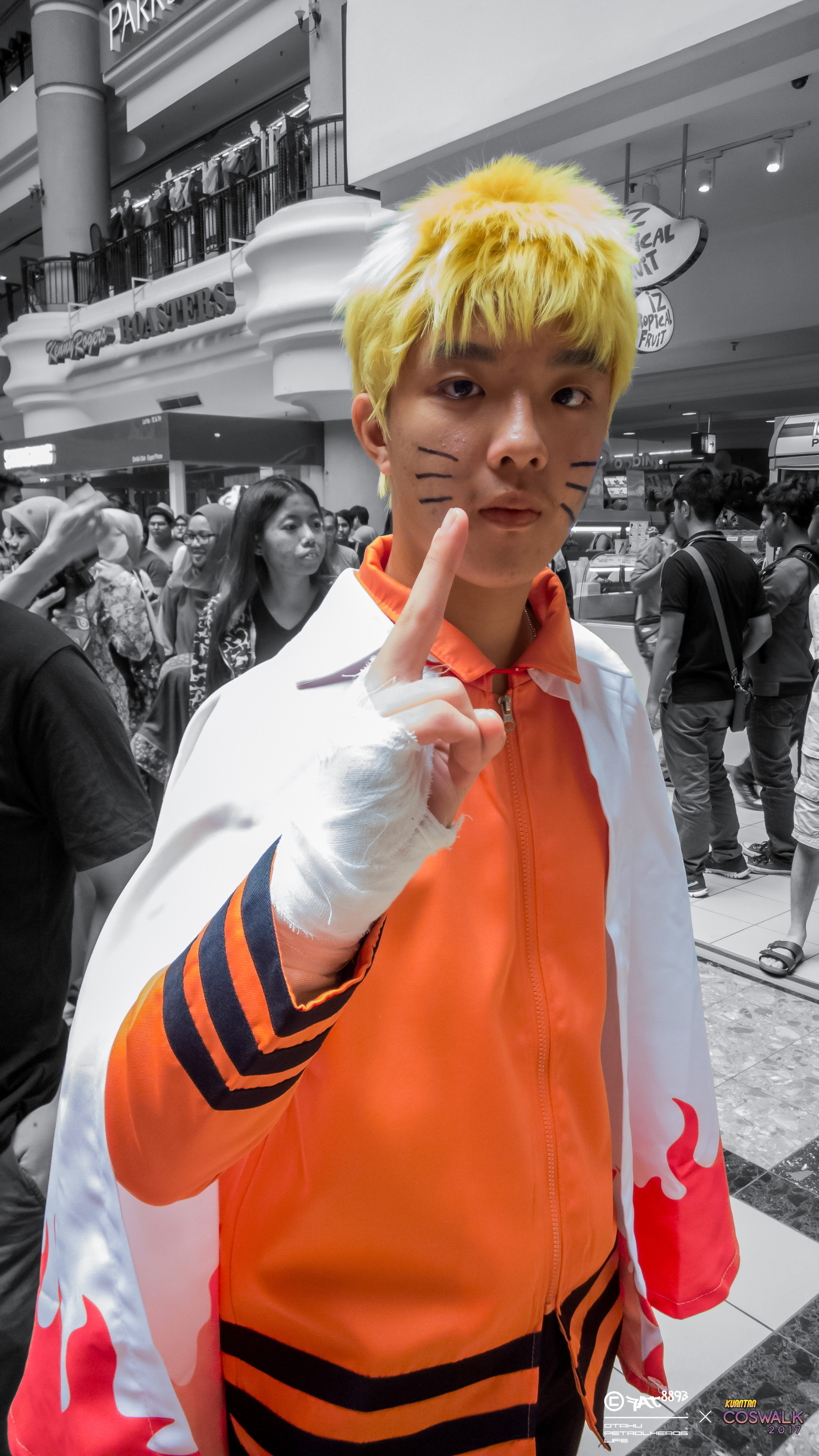
Cosplay de Naruto Uzumaki en habits de Hokage.

Une douzaine d’années après leur mariage, dans l’épilogue du manga, Naruto devient Hokage ; il a quelques problèmes d’éducation avec son fils, Boruto, qui considère qu’il ne s’occupe pas assez de lui, et fait des bêtises pour attirer son attention, notamment en écrivant des insultes à la peinture sur les visages de pierre des Hokage, tandis que Naruto doit assister au nouveau conseil des cinq kage, qui a lieu à Konoha.
Alors qu’il doit rencontrer Sasuke qui enquête sur Shin, il est suivi par Sarada, la fille de son ancien rival qui a décidé de partir à la rencontre de son père pour avoir des réponses à ses questions concernant ses origines, accompagnée de Chôchô.
Les deux amies se faisant attaquer par Shin, Naruto leur vient en aide et les escorte. Alors qu’ils rencontrent Sasuke, ils sont rejoints par Sakura, mais sont attaqués par Shin qui enlève cette dernière. Ils se rendent au repaire d'Orochimaru afin de découvrir qui est réellement Shin. Naruto aide alors Sasuke et sa fille à secourir Sakura et à vaincre Shin et ses clones enfants, qui seront finalement accueillis à l’orphelinat dirigé par Kabuto.

#### Boruto: Naruto, le film
Dans le film Boruto, le héros éponyme reproche à son père, Naruto, de toujours faire passer son devoir avant sa famille. Tandis que celui-ci est enlevé par deux membres du clan Otsutsuki, Kinshiki et Momoshiki, des adversaires de Kaguya. Boruto part à son secours avec Sasuke, et finit par vaincre l’ennemi principal avec un « Méga orbe tourbillonnant géant » créé avec l'aide du chakra de son père. Tous deux se rapprochent à la fin du film pour repartir sur de bonnes bases et établir une relation père-fils équilibrée.

### Personnalité

Pendentif de Tsunade, gagné par Naruto.

Naruto a vécu toute sa petite enfance sans famille, c'est pourquoi il a constamment cherché à attirer l’attention des autres. Mais parce qu’il a toujours été vu comme un réceptacle (人柱力, Jinchūriki) contenant le démon-renard, beaucoup de villageois ont préféré l’ignorer. C’est donc pour gagner la reconnaissance et le respect de tous que Naruto rêve d’obtenir le titre de Hokage, le chef et protecteur du village, espérant ainsi être enfin reconnu de tous. Dans sa quête pour devenir Hokage, Naruto fait preuve d’une farouche détermination dans toutes les situations, quel que soit le but à atteindre et il travaille dur pour réaliser son rêve. Il a adopté une interprétation très simple du précepte de la voie du ninja qu'il suit en permanence : « Je ne reviens jamais sur ma parole. C'est comme ça que je conçois mon nindō ! ».

Le bonnet de nuit de Naruto.

La personnalité de Naruto est plutôt infantile. Une de ses plus grandes préoccupations est la nourriture, et surtout les rāmen de chez Ichiraku dont il raffole. Il aime faire des farces et possède un côté espiègle qui transparaît dans  certaines de ses techniques, notamment les « Sexy-Meta » servant à déstabiliser la gent masculine. Il fait souvent preuve de naïveté et met souvent du temps à comprendre des choses qui paraissent évidentes aux yeux de tous, et il se comporte souvent de façon puérile avec Sakura Haruno dont il est amoureux.
Au début de l'histoire, Naruto est un ninja inexpérimenté qui a généralement tendance à se précipiter en pleine action sans réfléchir aux risques qu'il court,. Mais il progresse ensuite au fil du temps, faisant preuve de plus de maturité et de réflexion pendant les combats, et se montre toujours aussi persévérant. Les valeurs qui motivent Naruto ainsi que tous les efforts qu'il entreprend ont persuadés certains personnages que Naruto pourrait faire un jour un bon Hokage.
Ayant souffert de solitude durant sa jeunesse, Naruto éprouve facilement de l'empathie et il arrive à comprendre la souffrance chez les autres, ce qui l'amène naturellement à tout faire pour leur redonner confiance. Il a une très grande force de caractère et une volonté à toute épreuve, ne baissant jamais les bras, et c'est cette ténacité qui va bien souvent impressionner beaucoup de personnages, comme Neji Hyûga ou Gaara, allant même jusqu'à changer leur vision des choses. À force d'obstination, Naruto trouve les amis qu'il n'a pas eus durant son enfance et auxquels il tient par-dessus tout. Sa fidélité envers eux est à toute épreuve et il leur est entièrement dévoué. Il considère Sasuke Uchiwa comme son meilleur ami, presque comme un frère, et bien que ce dernier ait déserté Konoha et soit considéré comme un traître, Naruto continue de le défendre et est prêt à se battre contre tous ceux qui disent du mal de lui. Il garde toujours l'espoir de le raisonner et de le ramener un jour au village, allant jusqu'à en faire le serment à Sakura.
La personnalité de Naruto change au fur et à mesure de la série. Depuis qu'il a enfin rencontré ses parents, il a davantage confiance en lui qu'auparavant et se comporte de moins en moins de manière infantile. Il fait surtout preuve de maturité, de courage et de sérieux.

### Capacités

Évolution des yeux de Naruto en fonction de ses transformations, selon qu'il utilise le chakra de Kyûbi et/ou le chakra d'ermite.

#### Lechakrade Kyûbi
Naruto possède deux sortes de chakra : un produit par lui et un autre qui est celui du Kyûbi (démon-renard à neuf queues ou Kurama de son vrai nom) qu'il renferme en lui. Grâce au démon-renard, Naruto possède un pouvoir immense et a accès à une réserve quasi illimitée de chakra, ce qui lui donne la faculté de guérir rapidement de ses blessures.
Il peut puiser dans cette réserve de deux manières : soit sous le coup d'une émotion forte comme la peur ou la colère, soit en demandant directement au démon de lui prêter sa force. Plus Naruto utilise le chakra de Kyûbi, plus les caractéristiques du démon se manifestent graduellement : ses cheveux se hérissent, ses yeux deviennent rouges, des griffes lui poussent, ses dents s'allongent, les traits sur son visages s'épaississent… Une enveloppe de chakra en forme de renard peut ensuite se développer autour de lui avec un nombre de queues indiquant le niveau de puissance utilisé. L'apparition de nouvelles queues augmente considérablement la force de Naruto, mais son comportement devient également plus « bestial » et lui fait perdre peu à peu le contrôle de lui-même (au stade de la quatrième queue, il est incontrôlable et ressemble à un « mini-Kyûbi », attaquant n'importe qui sans distinction). Conscient du danger qu'il peut représenter pour lui-même et son entourage dans cette situation, Naruto décide dans un premier temps de restreindre l'utilisation du chakra appartenant au démon-renard. Malgré tout, par la suite, en proie à des sentiments très violents, il n'arrive plus à maîtriser le démon et libère d'un coup six, puis huit queues et s'apprête à retirer le sceau avec la formation de la neuvième, déclenchant le « mécanisme de sécurité » prévu par le Yondaime Hokage,.
Après être parvenu à vaincre sa haine et à séparer le chakra de Kyûbi de la volonté du démon pour se l'approprier, grâce à l'aide de sa mère, Naruto peut utiliser sans limites le chakra de son bijū. Quand il puise dans cette réserve, son apparence change : il semble nimbé de flammes, le collier du Sage des six chemins formé de six magatama apparaît à son cou et le sceau du sage qu'il a utilisé pour sceller le chakra de Kyûbi à part apparaît sur son torse. Il acquiert alors une vitesse de déplacement incomparable tel un éclair jaune (mais différente de celle de Minato Namikaze qui se téléportait) et la capacité de ressentir les émotions négatives mieux que les meilleurs ninjas de type « sensoriels ». De plus, il acquiert une meilleure maîtrise de l’« Orbe Tourbillonant », parvenant à en créer plusieurs en même temps sans utiliser de clones, grâce à des bras qu'il forme en utilisant le chakra du démon-renard.
Lors de la quatrième grande guerre ninja et de son combat face à Tobi et aux six jinchuriki, Naruto parvient à prendre, pour la première fois, la forme complète de Kyûbi après avoir échangé leurs chakras en ayant mis leurs poings en contact. Son apparence change encore : il semble nimbé de flammes, avec les symboles de son sceau et les magatama du Sage des six chemins, des cornes de chakra sur son front et un ample manteau de chakra ressemblant à celui que portait son père, ce qui étonne Kakashi qui, lorsqu'il voit Naruto prendre cette forme la première fois, le confond avec Minato. Puis lors du combat contre Obito et Madara, il peut, grâce à cette forme, transférer le chakra de Kyûbi à ses compagnons d'armes rien qu'en leur tapant la main.
Dans Boruto: Naruto Next Generations, il va développer un nouveau pouvoir avec l'aide du chakra de Kyûbi, le « mode Baryon » (重粒子モード, Barion Môdo). Ses cheveux deviennent alors plus hérissés, avec des mèches de chaque côté de sa tête formant comme des oreilles de renard. Ses marques de moustaches deviennent épaisses, celles du haut de chaque côté se recourbant sous ses yeux. Les pigments autour de ses yeux deviennent noirs et s'étirent vers ses oreilles de renard et il prend les yeux rouges de Kurama. La coloration de ses vêtements devient orange et le devant de sa cape sur sa poitrine prend la forme d'un tourbillon noir entouré de six lignes. De l'arrière de sa cape apparaissent quatre queues de chakra orange et cinq autres à l'extrémité de la cape. Chaque queue a une ligne noire au centre qui se connecte au milieu de la cape comme un tourbillon. Il utilise ce mode face à Isshiki Ôtsutsuki. Cette transformation augmente considérablement ses réflexes, sa vitesse, ainsi que sa puissance. Mais cette technique signe la mort de Kyûbi.

#### Le pouvoir du Sage des six chemins
Après avoir été sauvé par Obito qui scelle la partie Yin du chakra de Kyûbi en lui, Naruto rencontre le Sage des six chemins en son for intérieur, qui lui confie une partie de ses pouvoirs, il active alors le Mode Ermite Rikudo qui lui permet d'être à la fois en un mode Ermite plus performant (les marques autour de ses yeux disparaissent) tout en étant l'hôte des neuf démons à queues à la fois, ce qui lui permet d'utiliser le chakra de n'importe quel démon à queue durant un combat. Son apparence est différente de celle qu'il a lorsqu'il a recours au chakra de Kyûbi : il a les yeux de Kyûbi combiné au mode ermite et de couleur orange, un symbole doré sur l'abdomen, les mêmes cornes sur son front, les runes du Sage des six chemins derrière son dos et son collier. Le visage est plus fin, voire normale que lorsqu'il était en mode Kurama, son manteau est plus court avec du noir sur le corps et les flammes qui recouvrent son manteau sont désormais de couleur dorée très claire. Ce nouveau pouvoir permet également à Naruto de léviter, et de soigner n'importe quoi et qui, comme Gaï sur le point de mourir et l'œil gauche perdu de Kakashi. De plus, cette forme lui permet également de manier les bâtons du Sage ainsi que les orbes noirs.

#### Multi clonage

Mûdra utilisé pour faire le Kage Bunshin no jutsu.

Le « Multi clonage », qui permet de créer un clone consistant et identique à son utilisateur, est la technique la plus fréquemment employée par Naruto, qu'il utilise parfois sous la forme du « Multi clonage supra » (création d’un grand nombre de clones) afin de submerger l'ennemi en nombre. Il utilise aussi ses clones pour l'aider à exécuter son attaque privilégiée qu'il ne parvient pas à produire correctement seul : l'« Orbe tourbillonnant » qui pulvérise tout ce qu'il touche. En effet, pendant que Naruto libère et concentre son chakra dans le creux de sa main, un de ses clones utilise ses deux mains pour faire tournoyer et contenir le chakra sous la forme d'une sphère parfaitement stable.
Le multi clonage, créé pour l'infiltration et l'espionnage, permet à l'original d'acquérir les informations et l'expérience des clones lorsque ceux-ci se dissipent. Reprenant une idée de son professeur Kakashi, Naruto utilise cet avantage pour accélérer son apprentissage, en créant mille clones pour s'entraîner, ce qui lui permet d’amasser en quelques heures l’expérience d’un entraînement de plusieurs mois. De cette manière, Naruto apprend à maitriser l'élément vent (fūton) dans son chakra, ce qui aboutit à la création de l'« Orbe shuriken » (風遁・螺旋手裏剣, Fūton - Rasenshuriken), nécessitant l'aide de deux clones, l'un pour façonner l'Orbe, tandis que l'autre y insuffle le chakra de vent (fūton)
Le risque du multi clonage est la très grande quantité d'énergie nécessaire, car le chakra de l'utilisateur est réparti équitablement entre les clones, accélérant l'épuisement. Autre faiblesse, les clones ne sont pas très résistants et disparaissent au moindre coup.

#### L'orbe tourbillonnant

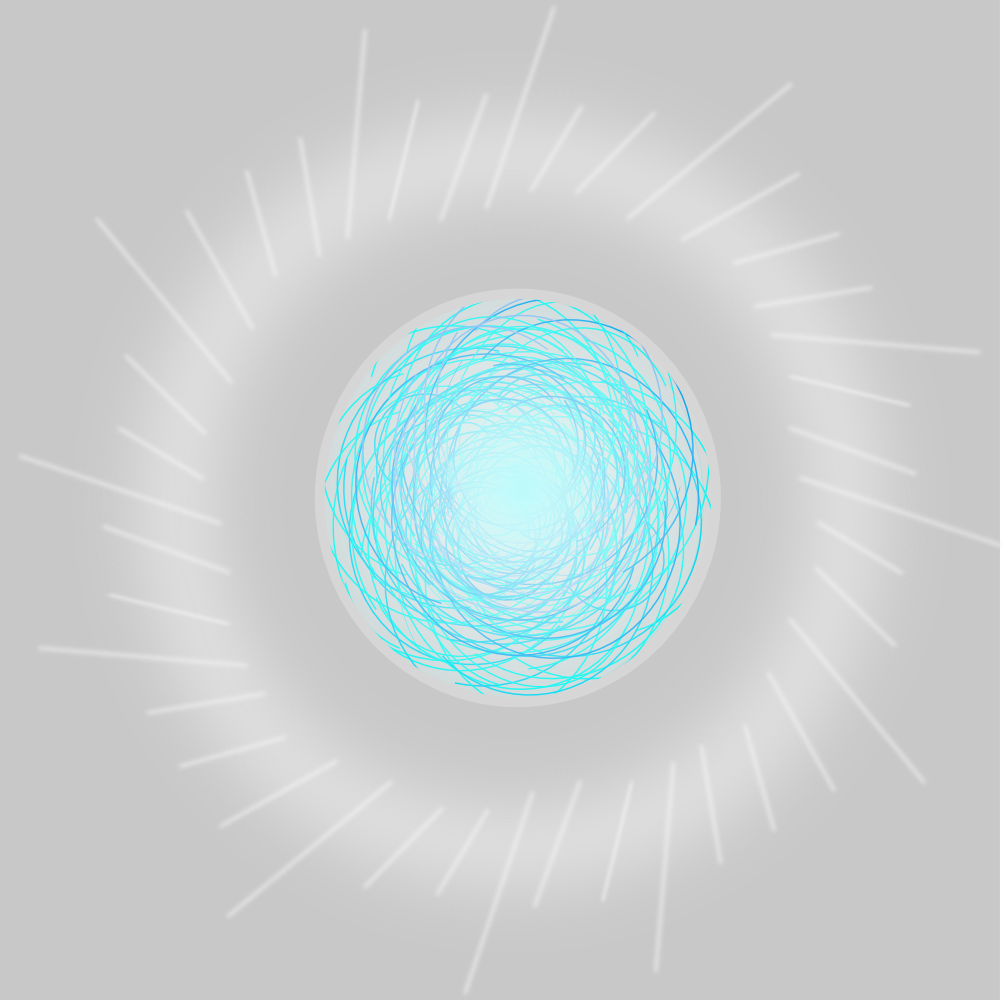
L'orbe tourbillonnant.

##### Principe
L’« Orbe tourbillonnant » est une technique créée par l'élève de Jiraya et père de Naruto, Minato Namikaze, qui fut le quatrième Hokage. C'est une sphère de chakra très concentré que l'on crée dans sa main, puisqu'on applique sur son adversaire. Cette technique est assez destructrice, puisque lorsqu'il la reçoit, Kabuto Yakushi n'a pas suffisamment de chakra pour se soigner entièrement. Selon Killer Bee, cette technique aurait été créée en copiant le principe de la bombe de chakra utilisée par les démons à queues.
Jiraya l'a apprise de son élève, et est capable de l'utiliser sous plusieurs formes (classique, orbe géant, et également une version en mode « ermite » d'un diamètre approximatif de 5 m). Il l'apprend à Naruto durant le voyage pour retrouver Tsunade.
L’« Orbe tourbillonnant » va devenir l'attaque favorite de Naruto qui va inventer d'autres techniques basées dessus, notamment l' « Orbe shuriken », un shuriken constitué de l'« Orbe tourbillonnant » combiné à l'élément de vent qu'il parvient à lancer en mode ermite.
Dans les films du studio Pierrot, on retrouve également de nouvelles formes de l’« Orbe tourbillonnant », parfois combinés avec un élément caractéristique d'un autre personnage important du film. C'est souvent en utilisant cette technique que Naruto clôt son combat contre l'antagoniste du film.

##### L'apprentissage en trois étapes
- La première étape de l'apprentissage de l’« Orbe tourbillonnant » consiste à faire tourner de l'eau dans un ballon pour le faire éclater. Pour réussir cette étape, il faut d'abord déterminer son sens naturel de rotation du chakra, puis parvenir à faire tourner le chakra de manière erratique dans le ballon. Naruto comprendra le secret de cette étape en voyant un chat jouer avec le ballon ; ne parvenant pas à reproduire cet effet dans un premier temps, il y parviendra en utilisant une astuce personnelle : utiliser sa deuxième main pour perturber la rotation du chakra.
- La deuxième étape de l'apprentissage est de faire éclater une balle en caoutchouc par la pression du chakra. C'est un objet cent fois plus résistant que le ballon. Pour réussir cette étape, il faut parvenir à concentrer toute sa puissance en un seul point et la relâcher d'un coup. Durant cette étape, Naruto se souvient des conseils de son maître à l'académie Iruka sur la concentration, et de l'entraînement consistant à se concentrer sur une feuille posée sur son front. Il regrettera alors amèrement de ne pas l'avoir écouté à l'époque.
- La troisième étape de l'apprentissage consiste à maintenir l'énergie dans une sphère réduite. Il s'agit de créer un « Orbe tourbillonnant » dans un ballon d'air sans le faire exploser afin de ne pas éparpiller la puissance de la technique en la concentrant sur le point d'impact dans le but de lui infliger de plus grands dommages.

#### Maîtrise du vent

Fūton - L'orbe shuriken.

Pour l'aider à rattraper le niveau de Sasuke, Kakashi apprend à Naruto à utiliser la transformation de nature en élément de son chakra. L'apprentissage commence par la découverte de son affinité qui se trouve être le vent (風, Kaze).
Pour apprendre à transformer son chakra, Naruto doit tout d'abord réussir à couper une feuille d'arbre en deux grâce au pouvoir « tranchant » du « chakra du vent ». Grâce à la technique d'apprentissage de Kakashi (qui consiste à utiliser des clones pour multiplier l'expérience), Naruto parvient à maîtriser cette étape, puis la suivante qui consiste à couper une chute d'eau.
Une fois le « chakra du vent » maîtrisé, Kakashi tente de faire combiner à Naruto l'« Orbe tourbillonnant » et cette nouvelle capacité. En utilisant deux clones, un pour la manipulation de forme et un autre pour la transformation de nature, Naruto parvient finalement à créer la technique « Fūton - L'orbe tourbillonnant », et enfin l’« Orbe shuriken » (風遁・螺旋手裏剣, Fūton - Rasenshuriken) qui nécessite l'aide de deux clones, l'un pour façonner l'Orbe tandis que l'autre insuffle le chakra de vent (fūton), et dont les effets peuvent se manifester jusqu'au niveau cellulaire.
Bien que cette technique soit incroyablement puissante, elle est à double-tranchant, car elle agit aussi à moindre niveau sur la main de son utilisateur. Du fait que cette technique soit incomplète et fasse courir des risques à Naruto, Tsunade recommande à celui-ci de ne plus l'utiliser.
Grâce à sa maîtrise des techniques d’ermite, Naruto complète l’Orbe Shuriken et est capable de le lancer, ce qui lui permet de ne pas subir les effets néfastes pour sa santé.

#### Les techniques d'ermite
Plus tard, Naruto apprend le senjutsu avec l'un des ermites du Mont Myôboku (妙木山, Myōboku Zan). Le senjutsu (techniques d'ermite) consiste au partage de trois différentes énergies ; en plus de l'énergie spirituelle et physique qui produisent du chakra classique vient s'y ajouter une troisième, l'énergie naturelle. En effet, s'il n'arrive pas à répartir de façon équitable ces trois énergies, il ne pourra pas utiliser le chakra de senjutsu. Ainsi, si Naruto n'accumule pas assez d'énergie naturelle (moins d'un tiers), il ne pourra pas utiliser le chakra de senjutsu, en revanche s'il en accumule trop (plus d'un tiers), il se transforme en grenouille, puis en statue de pierre.
Avec cet entraînement, Naruto peut passer comme Jiraya en « Mode ermite » (仙人モド, Sennin modo) en utilisant le chakra sennin ou chakra de senjutsu (mélange parfaitement équilibré de chakra classique et de l'énergie naturelle). Il est parvenu à le maîtriser complètement, mieux et plus rapidement que Jiraya. Lorsque Naruto passe dans ce mode, il n'a aucune transformation partielle en grenouille ; les marques d’ermite apparaissent autour de ses yeux qui deviennent jaunes avec une pupille ayant la forme d'un bâtonnet horizontal.
Sous cette forme, Naruto obtient un ninjutsu et un taijutsu dopés : ses techniques sont plus puissantes et ont une portée plus grande. Il peut également ressentir et distinguer le chakra de toutes les personnes autour de lui sur un large périmètre. Il est également capable de terminer entièrement son « Orbe shuriken » qui peut dorénavant être lancée à distance et lui éviter d'en subir lui-même l'effet néfaste à courte portée.
Cependant, il ne peut rester que quelques minutes en « mode ermite » et doit rester immobile à nouveau pour repasser dans ce mode, ce qui n'est pas pratique au cours d'un combat. Pour remédier à cela, il existe une méthode qui s'appelle la fusion, consistant au partage des tâches : pendant que l'« ermite » est en mouvement et utilise le chakra de senjutsu, les deux ermites fusionnés sur ses épaules restent immobiles et accumulent l'énergie naturelle pour que l'« ermite » puisse l'utiliser.
Malheureusement, à cause de Kyûbi, Naruto ne peut fusionner avec Fukasaku et Shima que le démon rejette. Il comble donc cette lacune en laissant des clones accumuler l'énergie naturelle (deux au maximum), puis utilise une invocation inversée (Gyaku kuchiyose no Jutsu) pour faire apparaître un des clones et annule enfin la technique pour récupérer l'énergie naturelle que ce clone a accumulée. Une des conséquences est qu'au cours du combat, il ne peut s'aider que de trois clones de l'ombre (Kage Bunshin no Jutsu) s'il ne veut pas perturber les clones qui accumulent l'énergie naturelle.
Il arrive néanmoins à combiner sa maîtrise du senjutsu avec son utilisation du « mode » Kyûbi ; il se rend d'ailleurs compte qu'il accumule plus rapidement l'énergie naturelle ainsi.

### Évolution
- Milieu partie I

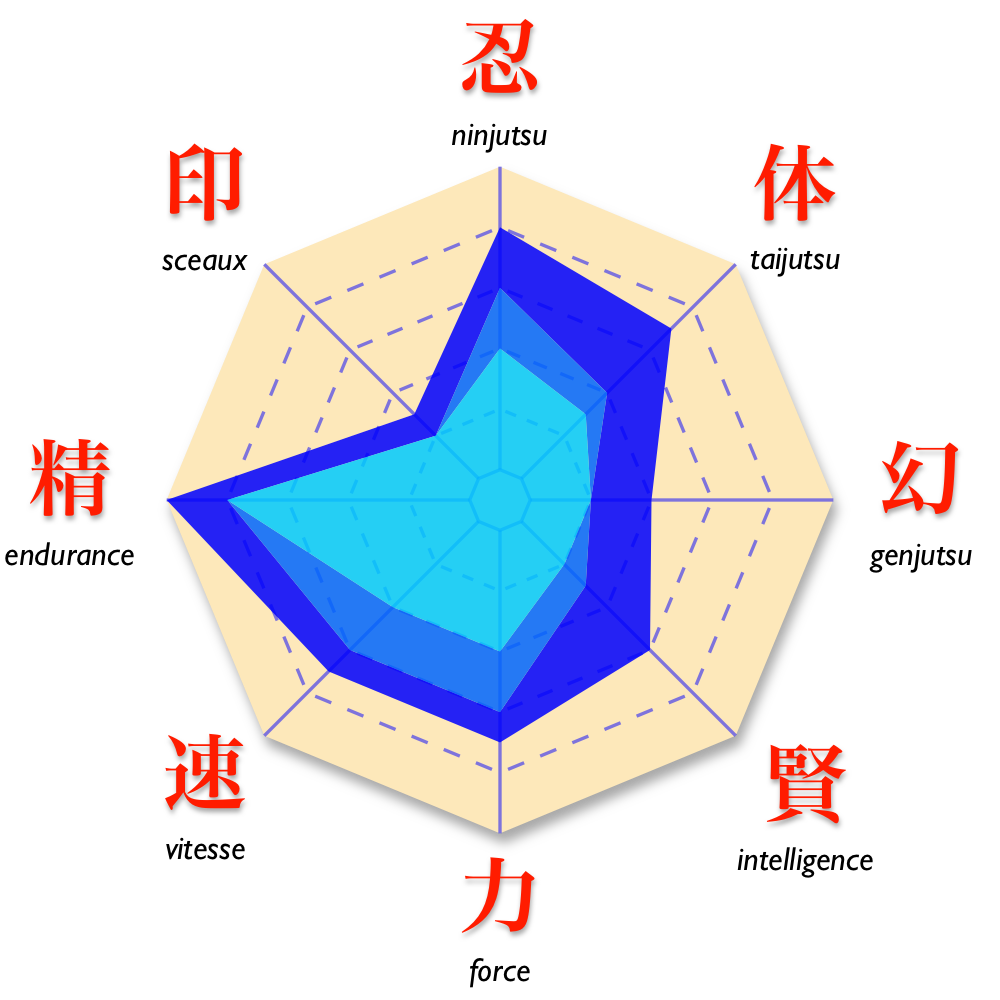
Les capacités de Naruto se développent considérablement au fil de la série, remédiant à ses lacunes initiales.
Milieu partie I
Fin partie I
Milieu partie II

|                  | Capacités | Âge    | Niveau       | Taille   | Poids   | Missions                                |
| ---------------- | --------- | ------ | ------------ | -------- | ------- | --------------------------------------- |
| Milieu Partie I  | 36 %      | 12 ans | Genin (下忍) | 145,3 cm | 40,1 kg | - S — 0 - A — 0 - B — 0 - C — 1 - D — 7 |
| Fin Partie I     | 46 %      | 13 ans | Genin (下忍) | 147,5 cm | 40,6 kg | - S — 0 - A — 2 - B — 1 - C — 1 - D — 7 |
| Milieu Partie II | 65 %      | 16 ans | Genin (下忍) | 166 cm   | 50,9 kg | - S — 0 - A — 6 - B — 2 - C — 1 - D — 7 |

Le dernier databook ne donne pas les diagrammes de puissance des ninjas, et l'impact de l'entraînement Sennin et la maîtrise du chakra de Kyûbi sur les capacités de Naruto reste donc inconnu, bien que Tobi dit à l'équipe Taka que Naruto est probablement plus puissant que Sasuke, à la suite de sa victoire sur Pain. Après avoir reçu les pouvoirs du Sage des six chemins, Naruto est parmi les ninjas les plus puissants de l’histoire avec Sasuke, les membres de la famille ÔtsutsukiMadara Uchiwaet Hashirama Senju.

## Apparition dans les autres médias
Naruto apparaît dans les sept adaptations cinématographiques de la série, où il est à chaque fois le personnage principal. Le quatrième film dérivé de la série, Naruto Shippuden : Un funeste présage, le montre pour la première fois sous son apparence de la seconde partie du manga,.
Naruto apparaît également dans les quatre OAV dérivés de la série. Dans le premier, il aide le jeune Konohamaru à trouver un trèfle à quatre feuilles.
Dans le deuxième, il escorte avec le reste de l'équipe 7 un ninja nommé Shibuki jusqu'à son village et l'aide à combattre des nuke-nin. Dans l'avant-dernier OAV, il participe à un tournoi entre genin, chūnin et jōnin. Dans le dernier se déroulent les Jeux Olympiques des genin de Konoha.
À la suite de la vente des t-shirts de la série au magasin UNIQLO à Paris depuis le 28 septembre 2010, un OAV a été créé. Dans celui-ci, Naruto apparaît mort au début et ramené à la vie à la fin, mais auparavant, il affronte Sasuke en mode ermite et utilisant les poing américains absorbant le chakra d’Asuma.
Naruto est un personnage jouable dans l'ensemble des jeux vidéo dérivés de la franchise. Dans la série des Naruto: Clash of Ninja, il est possible de débloquer et de contrôler Naruto à différentes étapes de sa transformation en renard à neuf queues, de même que dans les Naruto: Ultimate Ninja. Le jeu Naruto Shippūden: Gekitō Ninja Taisen! EX est le premier jeu a présenter Naruto avec sa nouvelle apparence de la partie II, puis dans Naruto Shippuden: Ultimate Ninja 4 et 5, Naruto Shippuden: Clash of Ninja Revolution 3, Naruto Shippuden: Ultimate Ninja Storm 2, où l'on peut le voir en tenue de Hokage et Naruto Shippuden: Ultimate Ninja Storm 3 où l'on peut le voir porter la tenue de Son Goku, également en tenue de Hokage comme dans le film Naruto Shippuden: Road to Ninja et en tenue de samouraï comme dans le jeu Naruto Shippuden: Dragon Blade Chronicles.
Naruto est aussi présent dans le jeu de cartes Naruto Collectible Card Game.
Zumomaki Raruto, un personnage de Raruto, une bande dessinée en ligne, est une parodie de Naruto

## Réception
Naruto fait toujours partie des cinq personnages préférés dans les sondages officiels du Shonen Jump, arrivant deux fois premier et restant dans les deux premiers lors des cinq premiers sondages. Cependant, dans le sixième et dernier sondage, en 2006, Naruto perd sa place et se retrouve derrière des personnages comme Deidara, Kakashi ou Sasuke.
Grâce à la popularité de la série, le personnage de Naruto est dérivé sous différentes formes telles que peluches, et porte-clefs, ainsi que de nombreuses figurines que ce soit dans son apparence dans la Partie I du manga que dans la Partie II. Junko Takeuchi, la seiyū de Naruto, déclare que les gens sont fascinés par Naruto parce qu'il est au premier abord courageux et drôle, mais qu'en réalité il a un caractère très dur et accepte son passé difficile et va de l'avant. Elle déclare également qu'elle voudrait faire une chanson sur la solitude passée de Naruto comme elle l'avait fait dans l'OAV qui précède le premier film de Naruto.
Plusieurs sites web spécialisés dans le manga, l'animé ou les jeux vidéo ont grandement apprécié le personnage de Naruto. Joe Dodson de GameSpot déclara que Naruto connaît la vie idéale d'un adolescent, c'est un ninja et mange tout ce qu'il veut mais d'un autre côté, il est orphelin et est rejeté par les autres villageois. Karl Kimlinger de Anime News Network commenta que parfois (particulièrement durant l'examen chūnin) les combats de Naruto n'étaient pas aussi bien que ceux de ses compagnons, bien que pour son collègue Martin Theron, le combat de Naruto contre Gaara est l'un des meilleurs moments de la série. Christina Carpenter de T.H.E.M. Anime Reviews note que bien que Naruto soit une « fripouille assez sympathique », et déclare "Ce sont vraiment les fans inconditionnels de longue date qui s'extasient sur Naruto Uzumaki. Partout où vous regardez en ligne, les gens parlent de « ninjas ! ninjas ! ninjas !".

## Techniques
Sauf indications contraires, les techniques ci-dessous sont toutes tirées du manga et utilisées officiellement par Naruto.
- Métamorphose (変化の術, Henge no Jutsu?)[50],[DB 8] — rang E
Technique de base qui consiste à prendre l'apparence d'une personne, d'un animal ou d'un objet.
  - Sexy-Méta (おいろけの術, Oiroke no Jutsu?, litt. technique sexy)[22],[DB 9] — rang E
Variation particulière de la technique de métamorphose conçue par Naruto : l’utilisateur se change en jeune fille sexy et généralement nue ou en maillot de bain, dans le but de déstabiliser l’adversaire.
L’éditeur de la version française Kana justifie cette traduction approximative par la volonté de rendre la lecture moins confuse, alors que l'anime en version française utilise le terme « Sexy Jutsu »[A 19].
    - Technique du Harem (ハーレムの術, Harem no Jutsu?)[6],[DB 10] — rang A (Multi clonage)
Combinaison entre le Multiclonage et le Sexy-Méta visant à créer des clones de l’utilisateur metamorphosés en filles ou en garçons sexys et dénudés.

  - Métamorphose combinée (コンビ変化, Konbi henge?)[51],[DB 11] — rang B
Une variante de la Métamorphose qui s’utilise avec deux êtres qui prennent l’apparence d’une personne ou d’une créature et ne forment plus qu’un. L’un produit les signes incantatoires et l’autre fournit le chakra pour la transformation. Naruto utilise cette technique avec Gamabunta pour prendre l’apparence d’un renard ressemblant à Kyûbi face à Ichibi.
- Technique de permutation (変わり身の術, Kawarimi no Jutsu?)[52],[DB 12] — rang E
Technique de base qui consiste à permuter quelque chose (son corps, ou celui de quelqu'un d'autre généralement) avec autre chose (bûche…). Naruto l'utilise pour sauver Inari des iaidōka de Gatô.
- Multi-clonage (影分身の術, Kage bunshin no jutsu?, litt. technique de clonage de l’ombre)[22],[DB 13] — rang B
Cette technique, inscrite sur le parchemin des techniques interdites, permet de créer un clone consistant avec une volonté propre et pouvant effectuer des techniques. Il s’agit d’une des techniques-phares de Naruto, celui-ci l’utilisant allègrement dans ses stratégies de combat et dans de nombreuses variations de ses autres techniques.
  - Multi-clonage supra (多重影分身の術, Tajū kage bunshin no Jutsu?, litt. technique de clonage de l’ombre multiple)[22],[DB 14] — rang A
Variation du multi-clonage où l’utilisateur produit plusieurs clones. La quantité de chakra utilisée pour cette technique est répartie de manière égale en chacun d’eux et varie selon leur nombre.
  - Le lancer de clones (分身体当たり, Bunshin tai atari?)[53],[DB 15] — rang A (Multi clonage)
Utilisation de plusieurs clones pour faire à la fois diversion et lancer un des clones vers l’adversaire à l’aide d’autres. Utilisée plusieurs fois de suite, permet d’atteindre un adversaire ayant de bonnes défenses.
  - Le tourbillon de shuriken des quatre points cardinaux (四方八方手裏剣, Shihōhappō shuriken?)[54] — rang A (Multi clonage)
Technique qui s’utilise avec le Multi-clonage supra où les clones lancent des shurikens de toutes parts sur l’adversaire.
  - Uzumaki Naruto furie (うずまきナルト連弾, Uzumaki Naruto rendan?)[55] — rang B
Taijutsu consistant en un enchaînement de coups au sol (à l’aide de clones), puis en l’air. Copie de la Fureur du Lion de Sasuke Uchiwa (elle-même inspirée du Lotus de Rock Lee). L’adversaire est projeté en hauteur par les clones à coups de pied, et achevé par Naruto dans les airs par un coup violent le projetant vers le sol.
    - Uzumaki la Narutornade des deux mille poings (うずまきナルト二千連弾, Uzumaki Naruto nisen rendan?)[54],[DB 16] — rang A (Multi clonage)
Variante du Uzumaki Naruto furie mais à la place du coup de pied au visage, tous les clones font une grêle de coups de poing. Cette technique s’exécute avec le Multi-clonage supra.
- Technique d’invocation (口寄せの術, Kuchiyose no Jutsu?)[32],[DB 17] — rang C
Technique servant à invoquer des animaux ou des objets dont la puissance ou l’importance est déterminée selon la quantité de chakra utilisée. Elle est employée par Naruto pour invoquer des crapauds.
Cette technique est un pacte de sang avec la race invoquée (l’utilisateur signe avec son sang sur un parchemin). Elle nécessite donc que l’invocateur utilise son sang pour marquer la main qui va apposer l’invocation.
En général, les ninjas qui l’utilisent se mordent le doigt pour obtenir rapidement ce sang nécessaire.
  - Invocation - Destruction des échoppes (口寄せ・屋台崩しの術, Kuchiyose - Yatai kuzushi no Jutsu?)[DB 18],[56] — rang B
Naruto invoque Gamahiro qui tombe sur un bâtiment ou un adversaire.
- Mille ans de souffrances (千年殺し, Sennen goroshi?, litt. Mille ans de la mort)[53],[DB 19] — rang E
Cet « arcane secret de Konoha » consiste à enfoncer un objet ou quatre doigts dans le postérieur de l’adversaire. Elle a pour but de déstabiliser ce dernier et de s’en moquer par la non-crédibilité de cette technique.
Cette « technique » est inspirée du kanchō, une farce enfantine japonaise consistant à faire exactement la même chose.
- La tornade igno-aqueuse (颶風水渦の術, Gufū suika no Jutsu?)[57],[DB 20] — rang B (combo)
Technique utilisant les éléments vent et eau. Cette technique est une combinaison de techniques élémentaires de Yamato et Naruto. Yamato utilise Suiton - La crue destructrice (水遁・破奔流, Suiton - Hahonryū?) une attaque d’eau et Naruto son Fūton - L'orbe tourbillonnant (風遁・螺旋丸, Fūton - Rasengan?), les deux attaques combinées créent un énorme typhon capable de repousser une attaque combinée de feu et de vent.
- Shuriken de l'ombre (影手裏剣の術, Kage shuriken no Jutsu?)[58],[DB 21] — rang D
Technique de base consistant à lancer un shuriken, puis un second caché dans l’ombre du premier. Permet de surprendre l’adversaire qui, s’il parvient à bloquer le premier shuriken, peut se retrouver démuni face au second. Naruto utilise cette technique en combinaison avec « Fūton - L'orbe shuriken » en mode Ermite.

### Techniques d’Ermite
- Le mode Ermite (仙人モード, Sennin modo?)
Contrairement au 4e Hokage et Jiraya, Naruto réussit à maîtriser totalement le mode Ermite et ne porte donc aucun signe de transformation en crapaud. Il possède juste les yeux des crapauds et les cernes oranges des ermites.
Il réussit même à compléter l' Orbe shuriken en le rendant utilisable à distance, ce qui était quasi impossible à cause de la quantité de chakra condensé. Il devient également très résistant, pouvant tomber de très haut sans ressentir une toute petite douleur. Sa force devient phénoménale ayant le pouvoir de soulever des tonnes, comme lorsqu'il souleva Kyûbi lors de leur duel.
Naruto peut combiner le mode Ermite et le mode Chakra de Kurama. Ses yeux varient entre le rouge et l'orange. Ses pupilles deviennent une combinaison des yeux de Kurama et des yeux d'un crapaud. Les marques sur le visage de Naruto s'épaississent légèrement et ses canines deviennent plus aiguisées.
Le mode Ermite ne peut durer plus de cinq minutes.
Après avoir reçu les pouvoirs du Sage des six chemins, Naruto est capable d'utiliser le Senjutsu du Rikudo avec un mode Ermite plus efficace, les marques autour des yeux disparaissent et la durée d'utilisation est prolongée.
- Les katas du crapaud (蛙組手, Kawazu kumite?)[59]
Un taijutsu rapide et puissant (Kumite) basé sur l'énergie naturelle.
- La claque du crapaud (蛙たたき, Kawazu tataki?)[60]
Technique de kata du crapaud consistant à donner un coup puissant de la main ouverte sur la face d’une zone pour en éjecter un élément enfoncé dans la face opposée.
NB : le tataki est un plat japonais, tataki signifiant « coupé en morceaux ».

### L’orbe tourbillonnant et ses variations
- L’orbe tourbillonnant (螺旋丸, Rasengan?)[41],[DB 22] — rang A
Technique de haut niveau créée par le quatrième Hokage et enseignée par Jiraya ; cette technique consiste à concentrer du chakra et à le faire tourner sur lui-même en le maintenant sous une fine membrane de chakra tout en conservant la puissance et une vitesse constante afin de former une sphère dorée[AB 4] (bleue dans l’anime) dans le creux de sa main pouvant tout balayer sur son passage. Il s’agit de la technique phare du personnage pour laquelle il a créé de nombreuses variantes.
  - Fūton - L’orbe tourbillonnant (風遁・螺旋丸, Fūton - Rasengan?)[57],[DB 20]
Un orbe tourbillonnant auquel est ajouté l’élément du vent et qui le rend bien plus puissant. Jusqu’à Naruto, personne n'avait réussi à combiner l'élément avec l'orbe tourbillonnant car le façonnage de la forme du chakra en sphère parfaite demande à lui seul un effort de concentration particulièrement important. Pour réussir ce tour de force, Naruto va répartir les tâches, c'est-à-dire qu'il y aura un clone qui produira un orbe tourbillonnant et un second qui ajoutera l'élément du vent. Cette méthode va par la suite être développé avec la technique du Fūton - Orbe shuriken.
    - Fūton - L'orbe shuriken (風遁・螺旋手裏剣, Fūton - Rasenshuriken?, litt, Fūton, Le shuriken tourbillonnant)[7],[DB 23] — rang S, double tranchant
Cette technique est une évolution de Fūton - L’orbe tourbillonnant où le chakra concentré prend la forme d'un shuriken capable de trancher n'importe quoi jusqu'au niveau cellulaire. Elle est cependant encore incomplète lorsqu'il combat Kakuzu d'Akatsuki et cause des blessures à son utilisateur. Cependant en « mode ermite », il complète cette technique en changeant de mode d'utilisation, c'est-à-dire qu'il lance le Fūton - Orbe shuriken et ne vient plus au contact de l'adversaire pour l'atteindre.
En raison de son potentiel destructeur énorme autant pour la cible que pour le lanceur, cette technique a été interdite par Tsunade, le cinquième Hokage, dans sa version normale.

  - Grêle d’orbes (螺旋超多連丸, Rasen chō tarengan?)
Naruto utilise le multi-clonage supra puis tous les clones forment chacun des orbes tourbillonnants pour attaquer un adversaire de grande taille. Combinaison de l'orbe tourbillonnant et du multi-clonage supra.

#### Variation du «mode» Kyûbi
- L’orbe tourbillonnant géant (大玉螺旋丸, Ōdama rasengan?)[61],[DB 24] — rang A
Variante de l’orbe tourbillonnant utilisant le chakra de Kyûbi filtrant à travers le sceau rendant la sphère plus grande ; technique développée durant les deux ans et demi passés en compagnie de Jiraya.

#### Variations du «mode» Ermite
- Art Ermite - L’orbe tourbillonnant géant (仙法・大玉螺旋丸, Senpō - Ōdama rasengan?)[59]
Variante de l’orbe tourbillonnant géant utilisant le chakra d'Ermite ; rend la sphère plus grande encore.
  - Art Ermite - Méga-orbe tourbillonnant géant (仙法・超大玉螺旋丸, Senpō - Chō ōdama rasengan?)[DB 25],[12]
Naruto, avec une énorme quantité de chakra Senjutsu, crée un rasengan géant (approximativement 5 m de diamètre) ; utilisé face à Kyûbi. Variante gigantesque de l’orbe tourbillonnant géant.
- Art Ermite - Furie de l'orbe  (仙法・螺旋連丸, Senpō - Rasenrengan?)[62]
Naruto crée un orbe tourbillonnant normal, mais imprégné de chakra d'Ermite[note 5], dans chaque main et les applique tous les deux en même temps sur la poitrine de son adversaire, avec un effet dévastateur.
- Art Ermite - Méga-déchaînement d'orbes tourbillonnants géants (仙法・超大玉螺旋多連丸, Senpō - Chō ōdama rasen tarengan?)
Technique combinant les multiples orbes de la technique du barrage d'orbes tourbillonnants et la taille gigantesque de celles-ci du méga-orbe tourbillonnant géant imprégné du chakra d'Ermite, il s'agit donc d'une variation du premier avec des orbes tourbillonnants géants.
- Art Ermite - Orbe shuriken répété (風遁・螺旋連手裏剣, Fūton - Rasenrenshuriken?)
Variante de l'orbe shuriken, mais avec l'énergie naturelle, Naruto crée deux orbes shurikens en même temps.
- Art Ermite - Méga-orbe shuriken géant (風遁・超大玉螺旋手裏剣, Fūton - Chō ōdama rasenshuriken?)[63]
Un orbe shuriken colossal.

#### Variations du «mode» Sage des six chemins
- Déplacement Instantané (瞬身の術, Shunshin no jutsu?)[64],[DB 26] — rang C
Grâce au chakra de Kyûbi, Naruto est capable de se déplacer à très grande vitesse.
- Grêle d'orbes tourbillonnants (螺旋乱丸, Rasenrangan?)
Naruto crée plusieurs « Orbe tourbillonnants » dans son dos grâce au chakra de Kyûbi qui prend la forme de plusieurs bras ; il les projette ensuite sur ses adversaires.
- Orbe tourbillonnant absorbant (螺旋吸丸, Rasenkyūgan?)
Naruto crée un grand « Orbe tourbillonnant » avec une main, attrape plusieurs adversaires avec plusieurs bras créés dans son dos grâce au chakra de Kyûbi, puis les précipite sur l’Orbe.
- Orbe shuriken miniature (ミニ螺旋手裏剣, Mini Rasenshuriken?)
Naruto crée un petit « Orbe shuriken » au-dessus de son index avec deux petits bras créés grâce au chakra de Kyûbi, puis le lance sur ses adversaires.
- Orbe tourbillonnant planétaire (惑星螺旋丸, Wakusei Rasengan?)
Naruto crée un grand « Orbe tourbillonnant » avec trois plus petits gravitant autour, qui accentuent les dégâts provoqués par le plus grand. En effet, cette attaque a été en mesure de terrasser le 2e Tsuchikage d'un seul coup.
- Orbe des démons à queues (尾獣玉, Bijū dama?)
En mélangeant complètement son chakra avec Kyûbi, Naruto peut créer une bombe des démons à queues.
  - Orbe démoniaque miniature (ミニ尾獣玉, Mini bijū dama?)

De taille réduite, Naruto crée une bombe des démons à queues : similaire à l'utilisation de l'orbe tourbillonnant.
  - Super Orbe démoniaque miniature (超ミニ尾獣玉, Chō mini bijū dama?)

Naruto crée un mini orbe démoniaque avec l'aide d'un clone.
- Art Ermite - Orbe shuriken de lave (仙人モド・熔遁螺旋手裏剣, Senpō - Yōton Rasenshuriken?)
En utilisant le chakra de Yonbi, Naruto crée un grand orbe shuriken avec un noyau de lave.
- Art Ermite - Orbe tourbillonnant magnétique (仙法・磁遁螺旋丸, Senpō - Jiton Rasengan?)
En utilisant le chakra de Shukaku, Naruto crée un orbe tourbillonnant magnétique, capable d'immobiliser l'adversaire et de le maintenir sur place.
- L’orbe shuriken des démons à queues (尾獣玉螺旋手裏剣, Bijū dama Rasenshuriken?)
Naruto combine l'orbe des démons à queues avec l'orbe shuriken.
- Orbe shuriken géant des démons à queues (超尾獣螺旋手裏剣, Chō bijū Rasenshuriken?)
Avec huit clones, Naruto crée neuf orbes shuriken, chacune mixée avec les propriétés du chakra d’un des démons à queues.

#### Variations des films
- L’Orbe tourbillonnant aux sept couleurs[note 6] (七色の螺旋丸, Nanairo no rasengan?)
Utilisé dans le film Naruto et la Princesse des neiges, c’est un orbe tourbillonnant utilisant le « chakra aux sept couleurs ». Il s’agit en réalité d’un orbe tourbillonnant classique que les immenses miroirs entourant le lieu du combat, en reflétant le lever du Soleil, viennent colorer des sept couleurs de l’arc-en-ciel.
- Orbe tourbillonnant de Guelel[note 6] (ゲレルの螺旋丸, Gereru no rasengan?)
Dans le film La Légende de la pierre de Guelel, orbe tourbillonnant turquoise utilisant le chakra de Temujin insufflé de celui de la pierre de Guelel.
  - Les Orbes tourbillonnants à deux bras[note 6] (双腕螺旋丸, Sōwan rasengan?)
Dans le film La Légende de la pierre de Guelel, technique combinant un orbe tourbillonnant vermillon de Kyûbi dans une main et un orbe tourbillonnant de Guelel dans l’autre.
- Orbe tourbillonnant au croissant de lune[note 6] (三日月螺旋丸, Mikazuki rasengan?)
Dans le film Mission spéciale au pays de la Lune, orbe tourbillonnant violet plus gros que la normale et présentant un croissant de lune, qui apparaît à l'intérieur. Créé à partir d’un orbe tourbillonnant ayant absorbé les rayons de lune sur l’île de la Lune.
- L’Orbe tourbillonnant tempétueux
Technique utilisée dans le film Naruto Shippuden : Un funeste présage qui consiste à mettre du chakra dans la clochette de la prêtresse et de prendre la forme de l'orbe.
- L’Orbe tourbillonnant tornado (竜巻螺旋丸, Tatsumaki rasengan?)
Technique employée dans le film Naruto Shippuden : Les Liens, Naruto crée un rasengan à l'aide du chakra de Kyûbi qui se distingue du Rasengan classique non seulement par sa couleur mais également par sa forme semblable à une tornade.
- L’Orbe tourbillonnant de la volonté (ド根性旋丸, Dokonjō rasengan?)
Technique employée dans le film Naruto Shippuden : Les Liens, Naruto crée un orbe tourbillonnant bleu turquoise, un peu plus gros que la version normal et qui consomme moins de chakra. Très similaire à l’orbe tourbillonnant géant (taille) et à Fūton - L’orbe tourbillonnant (couleur), possible combinaison des deux.
- Orbe tourbillonnant absolu (太極螺旋丸, Taikyoku rasengan?)
Technique utilisée dans le film Naruto Shippuden: The Lost Tower ; Naruto et Minato combinent leurs chakra pour créer un « Orbe tourbillonnant absolu ». Ce dernier se construit avec deux chakra essence proches, créant un phénomène de résonance et se présentant sous la forme d’une tornade qui entoure Naruto, avec à sa base l’« Orbe tourbillonnant ».

### Animeet films
Les techniques ci-dessous sont toutes tirées de l'animé ou des films, et utilisées officiellement par Naruto. Elles sont placées par ordre d'apparition.
- Fūton - Canon du crapaud (風遁・蝦蟇鉄砲, Fūton - Gama teppō?)[AN 1]
En combinaison avec l'invocation Gamatatsu ; combo de Gamatatsu et Naruto. Gamatatsu malaxe son chakra suiton (« art de maîtriser l'eau ») et crache un violent jet d'eau auquel Naruto ajoute son chakra fūton (« art de maîtriser le vent »). Utilisé pour détruire l'énorme prison de cristal créée par Guren (shoton) dans l'épisode 97 de Naruto Shippūden.
- Katon - Embrasement de l'huile (火遁・蝦蟇油炎弾, Katon - Gamayu endan?)
Naruto invoque Gamatatsu et Gamakichi, Gamatatsu crache de l'huile avec du chakra de vent (fūton) de Naruto tandis que Gamakichi souffle du feu qui s'embrase. Cette technique est utilisée dans l'épisode 111 de Naruto Shippūden.
- Orbe tourbillonnant miniature (ちび玉螺旋丸, Chibitama rasengan?)
Naruto créé un orbe tourbillonnant de forme très réduite, privée de la totalité du chakra de ce dernier. Utilisé contre Mécha-Naruto dans l'épisode 375 de Naruto Shippūden.

### Jeux vidéo
Dans les jeux vidéo, Naruto peut utiliser différentes techniques principalement basées sur la force :
- Pouvoir du démon à 9 queues (九喇嘛大崩, Kyū taihō?)
Naruto utilise ses mains terminées par des griffes pour lacérer l'adversaire.
- Salve de Chakra / Faux éclat du démon-renard (拡散尾獣玉, Kakusan bijūdama?)
Naruto, avec la forme des quatre queues de Kyûbi, envoie par la bouche une bombe de chakra un peu semblable à une orbe du démon à l'adversaire.
- Explosion du démon à queues (尾獣閃光弾, Bijū Senkōdan?)
Naruto, avec le mode chakra de Kyûbi, attaque très rapidement l'adversaire et termine en un coup de tacle ordinaire. Une variation de l'utilisation du Déplacement Instantané.
- Formation de l'Orbe tourbillonnant (真螺旋丸, Jin Rasengan?)
Naruto crée un orbe tourbillonnant sans aucun clone, à une main, pour gaspiller moins de chakra, cet orbe est plus tourbillonnant que le normal.
- Orbe tourbillonnant Vermillon (朱い螺旋丸, Kyūbi Rasengan?) [65]
Naruto avec le chakra de Kyûbi fait un Orbe tourbillonnant ; cet orbe est plus puissant que la normale.
- Orbe shuriken planétaire des demons à queues (尾獣惑星螺旋手裏剣, Biju wakusei Rasenshuriken?)
Naruto crée un orbe shuriken géant et le lance ; des orbes des démons à queues gravitent autour au lieu des orbes tourbillonnants de lOrbe tourbillonnant planétaire.
- Uzumaki la Narutornade aux 5000 poings (うずまきナルト五千連弾, Uzumaki Naruto gōsen rendan?)[66]
Naruto combine son poing chargé du chakra de demon à queues avec des milliers de multi-clonages supra pour envoyer une série de grêles de poings.
- Orbe tourbillonnant suprême de l'absolu (真・太極螺旋丸, Shin • Taikyoku Rasengan?)
Naruto réalise un orbe tourbillonnant qu'il assène à l'adversaire et aidé de ses parents qui insufflent leur chakra sur l'orbe, ils la repoussent violemment. Variante plus puissante de l'Orbe tourbillonnant absolu.

### Autres
- L’orbe Shu-Lee-Ken (Rasen Shu-Ri-Ken)
Technique de gag faite en combinaison avec Rock Lee dans le douzième chapitre de la série Rock Lee : Les Péripéties d'un ninja en herbe.
À la suite d’un accident, Rock Lee et Naruto voient leurs esprits échangés. Incapables d’utiliser leurs techniques habituelles, Naruto dans le corps de Rock Lee effectue un mouvement similaire à la bourrasque de Konoha mais en ayant subi une rotation et une projection similaire à l’orbe shuriken créé par Rock Lee dans le corps de Naruto.

### Artbook
- Masashi Kishimoto, Uzumaki - The Art of Naruto, Kana, 7 décembre 2007, 146 p., A4 / Artbook / 210x297mm (ISBN 978-2-50-500250-5, présentation en ligne)
- Masashi Kishimoto, Artbook - Naruto, Kana, 22 octobre 2010, 101 p., A4 / Artbook / 210x297mm (ISBN 978-2-5050-1011-1, présentation en ligne)

### Databooks
- (ja) Masashi Kishimoto, NARUTO - Hiden Rin no Sho (NARUTO―ナルト―［秘伝・臨の書］?) : Characters Official Data Book (キャラクターオフィシャルデータBOOK?), Tōkyō, Shūeisha, coll. « Jump Comics (ジャンプコミックス, Janpu Comikkusu?) / Naruto »,‎ 4 juillet 2002, 272 p., shinsho (新書?) / Tankōbon / 175x115mm (ISBN 4-08-873288-X et 978-4-08-873288-6, présentation en ligne)
- (ja) Masashi Kishimoto, NARUTO - Hiden Tō no Sho (NARUTO―ナルト―［秘伝・闘の書］?) : Characters Official Data Book (キャラクターオフィシャルデータBOOK?), Tōkyō, Shūeisha, coll. « Jump Comics (ジャンプコミックス, Janpu Comikkusu?) / Naruto »,‎ 4 avril 2005, 320 p., shinsho (新書?) / Tankōbon / 175x115mm (ISBN 4-08-873734-2 et 978-4-08-873734-8, présentation en ligne)
- (ja) Masashi Kishimoto, NARUTO - Hiden Sha no Sho (NARUTO―ナルト―［秘伝・者の書］?) : Characters Official Data Book (キャラクターオフィシャルデータBOOK?), Tōkyō, Shūeisha, coll. « Jump Comics (ジャンプコミックス, Janpu Comikkusu?) / Naruto »,‎ 4 septembre 2008, 360 p., shinsho (新書?) / Tankōbon / 175x115mm (ISBN 978-4-08-874247-2, présentation en ligne)
- (ja) Masashi Kishimoto, NARUTO - Hiden Jin no Sho (NARUTO―ナルト―［秘伝・陣の書］?) : Characters Official Data Book (キャラクターオフィシャルデータBOOK?), Tōkyō, Shūeisha, coll. « Jump Comics (ジャンプコミックス, Janpu Comikkusu?) / Naruto »,‎ 4 novembre 2014, 392 p., shinsho (新書?) / Tankōbon / 175x115mm (ISBN 978-4-08-880263-3, présentation en ligne)

### Tomes deNaruto
- Masashi Kishimoto (trad. Sylvain Chollet), Naruto tome 1 : Naruto Uzumaki !!, Kana, coll. « Shonen Kana / Naruto », 9 mars 2002, 192 p., Tankōbon / 115x175mm (ISBN 2-87129-414-3 et 978-2-87129-414-6, présentation en ligne)
- Masashi Kishimoto (trad. Sylvain Chollet), Naruto tome 2 : Un client embarrassant, Kana, coll. « Shonen Kana / Naruto », 13 avril 2002, 208 p., Tankōbon / 115x175mm (ISBN 2-87129-417-8 et 978-2-87129-417-7, présentation en ligne)
- Masashi Kishimoto (trad. Sylvain Chollet), Naruto tome 3 : Se battre pour ses rêves !!, Kana, coll. « Shonen Kana / Naruto », 6 juillet 2002, 208 p., Tankōbon / 115x175mm (ISBN 2-87129-427-5 et 978-2-87129-427-6, présentation en ligne)
- Masashi Kishimoto (trad. Sylvain Chollet), Naruto tome 4 : Le pont des héros ?, Kana, coll. « Shonen Kana / Naruto », 19 octobre 2002, 192 p., Tankōbon / 115x175mm (ISBN 2-87129-441-0 et 978-2-87129-441-2, présentation en ligne)
- Masashi Kishimoto (trad. Sylvain Chollet), Naruto tome 5 : Les rivaux !, Kana, coll. « Shonen Kana / Naruto », 25 janvier 2003, 192 p., Tankōbon / 115x175mm (ISBN 2-87129-491-7 et 978-2-87129-491-7, présentation en ligne)
- Masashi Kishimoto (trad. Sylvain Chollet), Naruto tome 9 : Neji et Hinata, Kana, coll. « Shonen Kana / Naruto », 10 janvier 2004, 192 p., Tankōbon / 115x175mm (ISBN 2-87129-599-9 et 978-2-87129-599-0, présentation en ligne)
- Masashi Kishimoto (trad. Sébastien Bigini), Naruto tome 11 : Mon nouveau prof !!, Kana, coll. « Shonen Kana / Naruto », 1er mai 2004, 192 p., Tankōbon / 115x175mm (ISBN 2-87129-624-3 et 978-2-87129-624-9, présentation en ligne)
- Masashi Kishimoto (trad. Sébastien Bigini), Naruto tome 15 : Le répertoire ninpô de Naruto !!, Kana, coll. « Shonen Kana / Naruto », 21 janvier 2005, 192 p., Tankōbon / 115x175mm (ISBN 2-87129-704-5 et 978-2-87129-704-8, présentation en ligne)
- Masashi Kishimoto (trad. Sébastien Bigini), Naruto tome 19 : Le successeur, Kana, coll. « Shonen Kana / Naruto », 2 septembre 2005, 192 p., Tankōbon / 115x175mm (ISBN 2-87129-816-5 et 978-2-87129-816-8, présentation en ligne)
- Masashi Kishimoto (trad. Sébastien Bigini), Naruto tome 21 : Sans pitié !!, Kana, coll. « Shonen Kana / Naruto », 20 janvier 2006, 216 p., Tankōbon / 115x175mm (ISBN 2-87129-890-4 et 978-2-87129-890-8, présentation en ligne)
- Masashi Kishimoto (trad. Sébastien Bigini), Naruto tome 22 : Réincarnation… !!, Kana, coll. « Shonen Kana / Naruto », 3 mars 2006, 192 p., Tankōbon / 115x175mm (ISBN 2-87129-911-0 et 978-2-87129-911-0, présentation en ligne)
- Masashi Kishimoto (trad. Sébastien Bigini), Naruto tome 26 : Séparation… !!, Kana, coll. « Shonen Kana / Naruto », 17 novembre 2006, 192 p., Tankōbon / 115x175mm (ISBN 2-87129-987-0 et 978-2-87129-987-5, présentation en ligne)
- Masashi Kishimoto (trad. Sébastien Bigini), Naruto tome 29 : Kakashi versus Itachi !, Kana, coll. « Shonen Kana / Naruto », 4 mai 2007, 192 p., Tankōbon / 115x175mm (ISBN 978-2-5050-0097-6, présentation en ligne)
- Masashi Kishimoto (trad. Sébastien Bigini), Naruto tome 32 : Sur les traces de Sasuke !!, Kana, coll. « Shonen Kana / Naruto », 19 octobre 2007, 192 p., Tankōbon / 115x175mm (ISBN 978-2-5050-0192-8, présentation en ligne)
- Masashi Kishimoto (trad. Sébastien Bigini), Naruto tome 33 : Mission top secret… !!, Kana, coll. « Shonen Kana / Naruto », 7 décembre 2007, 192 p., Tankōbon / 115x175mm (ISBN 978-2-5050-0242-0, présentation en ligne)
- Masashi Kishimoto (trad. Sébastien Bigini), Naruto tome 34 : Les retrouvailles… !!, Kana, coll. « Shonen Kana / Naruto », 1er février 2008, 192 p., Tankōbon / 115x175mm (ISBN 978-2-5050-0279-6, présentation en ligne)
- Masashi Kishimoto (trad. Sébastien Bigini), Naruto tome 35 : Un nouveau duo !!, Kana, coll. « Shonen Kana / Naruto », 4 avril 2008, 208 p., Tankōbon / 115x175mm (ISBN 978-2-5050-0296-3, présentation en ligne)
- Masashi Kishimoto (trad. Sébastien Bigini), Naruto tome 37 : Le combat de Shikamaru !!, Kana, coll. « Shonen Kana / Naruto », 4 juillet 2008, 192 p., Tankōbon / 115x175mm (ISBN 978-2-5050-0378-6, présentation en ligne)
- Masashi Kishimoto (trad. Sébastien Bigini), Naruto tome 38 : Le fruit de l’entraînement… !!, Kana, coll. « Shonen Kana / Naruto », 19 septembre 2008, 192 p., Tankōbon / 115x175mm (ISBN 978-2-5050-0432-5, présentation en ligne)
- Masashi Kishimoto (trad. Sébastien Bigini), Naruto tome 40 : L’art ultime !!, Kana, coll. « Shonen Kana / Naruto », 5 février 2009, 192 p., Tankōbon / 115x175mm (ISBN 978-2-5050-0528-5, présentation en ligne)
- Masashi Kishimoto (trad. Sébastien Bigini), Naruto tome 42 : Le secret du Kaléidoscope Hypnotique… !!, Kana, coll. « Shonen Kana / Naruto », 3 juillet 2009, 240 p., Tankōbon / 115x175mm (ISBN 978-2-5050-0599-5, présentation en ligne)
- Masashi Kishimoto (trad. Sébastien Bigini), Naruto tome 44 : Traditions d’ermites… !!, Kana, coll. « Shonen Kana / Naruto », 23 octobre 2009, 192 p., Tankōbon / 115x175mm (ISBN 978-2-5050-0711-1, présentation en ligne)
- Masashi Kishimoto (trad. Sébastien Bigini), Naruto tome 46 : Le retour de Naruto !!, Kana, coll. « Shonen Kana / Naruto », 15 janvier 2010, 192 p., Tankōbon / 115x175mm (ISBN 978-2-5050-0788-3, présentation en ligne)
- Masashi Kishimoto (trad. Sébastien Bigini), Naruto tome 47 : La libération du sceau !!, Kana, coll. « Shonen Kana / Naruto », 5 mars 2010, 192 p., Tankōbon / 115x175mm (ISBN 978-2-5050-0869-9, présentation en ligne)
- Masashi Kishimoto (trad. Sébastien Bigini), Naruto tome 48 : Hourras au village !!, Kana, coll. « Shonen Kana / Naruto », 7 mai 2010, 208 p., Tankōbon / 115x175mm (ISBN 978-2-5050-0870-5, présentation en ligne)
- Masashi Kishimoto (trad. Sébastien Bigini), Naruto tome 52 : Réalités multiples, Kana, coll. « Shonen Kana / Naruto », 4 mars 2011, 208 p., Tankōbon / 115x175mm (ISBN 978-2-5050-1061-6, présentation en ligne)
- Masashi Kishimoto (trad. Sébastien Bigini), Naruto tome 53 : La naissance de Naruto, Kana, coll. « Shonen Kana / Naruto », 1er juillet 2011, 192 p., Tankōbon / 115x175mm (ISBN 978-2-5050-1115-6, présentation en ligne)
- Masashi Kishimoto (trad. Sébastien Bigini), Naruto tome 54 : Un pont pour la paix, Kana, coll. « Shonen Kana / Naruto », 4 novembre 2011, 192 p., Tankōbon / 115x175mm (ISBN 978-2-5050-1289-4, présentation en ligne)